# حرب التحالف الثالث
كانت حرب التحالف الثالث أو حرب الائتلاف الثالث صراعًا أوروبيًا امتد بين عامي 1803 و1806، وفيه انتصرت فرنسا ودولها الشقيقة بقيادة نابليون بونابرت على تحالف مكون من المملكة المتحدة والإمبراطورية الرومانية المقدسة ونابولي وصقلية والسويد. حافظت بروسيا على حيادها طوال الحرب.
كانت بريطانيا بالفعل في حرب مع فرنسا بعد خرق معاهدة أميان، كما ظلت الدولة الوحيدة في حالة حرب مع فرنسا بعد صلح برسبورغ. كانت بريطانيا بين عامي 1803 و1805 عُرضة للغزو الفرنسي، غير أن البحرية الملكية استأثرت بسيادة البحار بتدميرها للأسطول الفرنسي الإسباني في معركة طرف الغار في أكتوبر 1805.
أصبح التحالف الثالث أمرًا واقعًا في 1804-1805 إذ دفعت أعمال نابليون في إيطاليا وألمانيا (خاصة اعتقال وإعدام دوق إنغيان) كلاً من النمسا وروسيا إلى الانضمام إلى بريطانيا في وجه فرنسا.
حُسمت الحرب على القارة، كما تضمنتِ الحملات الكبرى التي حققت النصر الفرنسي الخاطف كلاً من حملة أولم، وهي مناورة ضخمة للجيش الكبير من نهاية أغسطس إلى منتصف أكتوبر من عام 1805 أفضت إلى أسر جيش نمساوي كامل، والنصر الفرنسي الحاسم على القوات الروسية النمساوية تحت قيادة القيصر ألكسندر الأول في معركة أوسترلتز في بداية ديسمبر. قضت أوسترلتز فعليًا على التحالف الثالث، على الرغم من انطلاق حملة صغيرة ضد نابولي أدت كذلك إلى نصر فرنسي حاسم في معركة كامبو تينيسي.
وقعت فرنسا والنمسا على صلح برسبورغ في 26 ديسمبر 1805، وخرجت النمسا من التحالف ومن الحرب نتيجةً له، وأُكِّد فيه على معاهدتي كامبوفورميدو ولونفيل السابقتين بين الدولتين. أفضت المعاهدة إلى تنازل النمسا عن أراضٍ في إيطاليا وبافاريا لفرنسا، وأخرى في ألمانيا إلى حلفاء نابليون الألمان، وكذلك فرضت تعويضات بقيمة 40 مليون فرانك على آل هابسبورغ المهزومين. وفرت المعاهدة كذلك للقوات الروسية المنهزمة ممرًا آمنًا بأسلحتها وعتادها عبر الأراضي المعادية إلى وطنها. أثمر النصر في أوسترلتز كذلك إلى تأسيس نابليون اتحاد الراين، وهو اتحاد من الدول الألمانية التابعة له والتي أخذت على عاتقها تأسيس جيش قوامه 63000 رجل. كنتيجة مباشرة لهذه الأحداث انهارت الإمبراطورية الرومانية المقدسة في 1806 عندما تنازل فرانتس الثاني عن العرش الإمبراطوري الروماني، ليصبح فرانتس الأول إمبراطور النمسا والمجر.
لم تفضِِ هذه الأحداث إلى سلام دائم على القارة، إذ لم تجبر أيّاً من روسيا أو بريطانيا (اللتين كانتا تحميان صقلية من غزو فرنسي محتمل) على الخضوع. في هذه الأثناء تنامى قلق بروسيا من ازدياد تأثير فرنسا في أوروبا الوسطى، ما أدى إلى إشعال حرب التحالف الرابع في 1806.

## تأريخ الحرب
يختلف المؤرخون حول تحديد بداية حرب التحالف الثالث ونهايتها. بدأت الحرب من وجهة النظر البريطانية عندما أعلنت بريطانيا الحرب على فرنسا في 18 مايو 1803 وإن كانت بمفردها. لم تدخل السويد التحالف مع بريطانيا حتى ديسمبر 1804، ولم تنضم روسيا حتى 11 أبريل 1805، مع أن بريطانيا وروسيا لم تبرما معاهدة التحالف حتى 16 يوليو، ولم يكتملِ التحالف فعليا حتى انضمت النمسا (9 أغسطس) ونابولي (11 سبتمبر). انحازت بافاريا إلى فرنسا في 25 أغسطس كما انضمت فوتمبيرغ إلى نابليون في 5 سبتمبر. لم يندلع أي قتال بين فرنسا وأي من الحلفاء حتى حملة أولم (25 سبتمبر-20 أكتوبر 1805) عدا بريطانيا (حملة طرف الغار ما بين مارس ونوفمبر 1805). يرجع ذلك إلى أن نابليون لم يلغ خطته لغزو المملكة المتحدة حتى 27 أغسطس 1805، عندما قرر استخدام قوة الغزو المعسكرة في بولوني ضد النمسا. لم تندلع أي معارك كبرى كذلك بعد معركة أوسترلتز وإبرام صلح برسبورغ في 26 ديسمبر 1805 الذي أجبر النمسا على الخروج من التحالف الثالث وإيقاف أعمال القتال ضد فرنسا. يرى بعض المؤرخين أن خروج النمسا من التحالف بعثر التحالف الثالث الهش بالفعل، وأنهى حربه. تتجاهل هذه السردية غزو فرنسا اللاحق لنابولي (من فبراير إلى يوليو 1806) التي جلت عنها القوات الإنجليزية الروسية ما أدى إلى استسلام القوة النابولية سريعًا للقوات الفرنسية. على الجانب الآخر يرى بعض المؤرخين أن حملة جنوب إيطاليا جزء من حرب التحالف الثاني، وينتقدون تجاهل جبهة البحر المتوسط والتركيز فقط على معارك أوروبا الوسطى وحملة طرف الغار.

## التوطئة للحرب
زُجت أوروبا في حروب الثورة الفرنسية منذ 1792، وبعد خمس سنوات من الحرب أخضعت الجمهورية الفرنسية جيوش التحالف الأول في 1797. تكوّن تحالف جديد في 1798 ولكنه تجرع الهزيمة مجددًا في 1801، ما جعل المملكة المتحدة الطرف الوحيد في وجه فرنسا.

### من أميان إلى التحالف الثالث
اتفقت بريطانيا وفرنسا في مارس 1802 على إيقاف أعمال القتال طبقًا لمعاهدة أميان. تذوقت أوروبا طعم السلام للمرة الأولى منذ عشر سنوات. غير أن كثيرًا من القضايا ظلت عالقة بين القوتين ما جعل إنفاذ بنود المعاهدة أمرًا من الصعوبة بمكان. كان بونابرت غاضبًا من أن القوات البريطانية لم تجلُ عن جزيرة مالطا. وزاد الطين بلةً عندما أرسل نابليون قوة عسكرية لإحكام السيطرة على هايتي. أدى التعنت الطويل حول هذه المشكلات إلى إعلان بريطانيا الحرب على فرنسا في 18 مايو 1803 على الرغم من قبول بونابرت في آخر الأمر احتلال بريطانيا لمالطا.
قضت الأمراض في هايتي على قوة نابليون العسكرية ومعها على أحلام فرنسا في إعادة بناء إمبراطورية فرنسا في العالم الجديد. دون العوائد الكافية من مستعمرات قصب السكر في البحر الكاريبي، أصبحت أراضي لويزيانا الشاسعة بلا قيمة لنابليون. وعلى الرغم من أن إسبانيا لم تكن قد أكملت نقل لويزيانا إلى فرنسا طبقا لمعاهدة سان إلديفونسو، إلا أن الحرب بين بريطانيا وفرنسا كانت تلوح في الأفق. بدافع الغضب ولسنوح فرصة استثنائية لبيع شيء بلا قيمة ولا يمتلكه أصلا، قرر نابليون بيع كامل لويزيانا إلى الولايات المتحدة بقيمة 68 مليون فرانك (15 مليون دولار). وقع الطرفان على صفقة لويزيانا في 30 أبريل 1803.
رغم أوامر نابليون بإنفاق ستين مليون فرنك في شق قنوات جديدة في فرنسا، إلا أنه أنفقها كلها على خطته لغزو إنجلترا.
ظهر التحالف الوليد في ديسمبر 1804 عندما أُبرم اتفاق إنجليزي سويدي يسمح للإنجليز باستخدام بوميرانيا السويدية قاعدة عسكرية ضد فرنسا في مقابل المال، وتحديدًا هانوفر القريبة المحتلة من قبل فرنسا. كانت حكومة السويد قد قطعت العلاقات الدبلوماسية مع فرنسا أوائل عام 1804 بعد اعتقال وإعدام لويس أنتوان؛ دوق أنغيان، وهو نازح ملكي وُجهت له تهمة التخطيط لاغتيال بونابرت. راع إعدام أنغيان أرستقراطيي أوروبا إذ أعاد إلى أذهانهم سفك الدماء اللاحق للثورة، ففقدوا كل احترام أكنّوه لنابليون.
استغلالا للانتقادات الدولية التالية لإعدام أنغيان والخوف المتزايد من تنامي قوة فرنسا أمضى رئيس وزراء بريطانيا ويليام بيت عامي 1804 و1805 في موجة من الرحلات الدبلوماسية بغية تكوين تحالف جديد ضد فرنسا. حقق بيت ضربة كبرى بضمانه منافسًا وليدًا كحليف. هيمنت روسيا على بحر البلطيق، ما أزعج بريطانيا لأن المنطقة غنية بموارد هامة مثل الأخشاب والقطران والقنب وغيرها من الإمدادات الضرورية للبحرية الملكية. بالإضافة إلى ذلك دعمت بريطانيا الدولة العثمانية في صد التوغلات الروسية في البحر المتوسط. قل الارتياب المتبادل بين بريطانيا وروسيا في مواجهة أخطاء سياسية عدة من فرنسا. كان الهدف المعلن من التحالف البريطاني الروسي إعادة فرنسا لحدود 1792. انضمت النمسا والسويد ونابولي لاحقًا إلى التحالف، بينما حافظت بروسيا مجددًا على حيادها.
أثمر عزوف نابليون عن المشاركة في أي حملات عسكرية بين العامين 1801 و1804 عن إحكام قوته السياسية في فرنسا، كما شهد عام 1802 تعيينه قنصلاً مدى الحياة لقاء تحقيقه سلاماً مع بريطانيا -وإن كان مؤقتاً- بالإضافة إلى حصوله على وسام جوقة الشرف. لاحقاً في مايو 1804 نودي به إمبراطور فرنسا، وتُوّج في كاتدرائية نوتردام في 2 ديسمبر 1804. أسس نابليون كذلك 18 مارشالا للإمبراطورية من قادته الكبار ضامنًا بذلك طاعة الجيش. ضم نابليون تاج إيطاليا تحت عباءته في مايو 1805، وبالتالي وضع منطقة نفوذ نمساوية تحت حكمه، ولاحقا تحت حكم نائب له هو ربيبه يوجين دو بوارنيه. وطمعًا في الانتقام من هزيمتها مرتين على يد فرنسا انضمت النمسا إلى التحالف الثالث بعد شهور قليلة.

### الجيش الكبير في بولوني
حشد نابليون جيش إنجلترا قبيل تكوين التحالف الثالث، كقوة مخصصة لغزو إنجلترا انطلاقا من ستة معسكرات في بولوني في شمال فرنسا. ورغم أن هذا الجيش لم يطأ أرض بريطانيا، إلا أنه تلقى تدريبًا ممتازًا وعناية فائقة تحسبًا لأي عملية عسكرية محتملة. بدأ الملل يتسلل بين القوات، لكن نابليون أكثر من زياراته وأجرى استعراضات مهيبة بغية رفع روح جنوده.
شكّلت القوات في بولوني صلب ما سيطلق عليه نابليون لاحقًا اسم الجيش الكبير. في بادئ الأمر، كان قوام الجيش الفرنسي 200000 مقاتل مقسمين إلى سبع فيالق، لكل فيلق القدرة على العمل مستقلا أو في تناغم مع الفيالق الأخرى. كانت الفيالق وحدات قتال ميدانية ضخمة قوامها 2-4 تشكيلات مشاة، وتشكيلة فرسان، وقرابة 36 إلى 40 مدفعاً. بالإضافة إلى هذه القوات، شكل نابليون قوة احتياط من سلاح الفرسان قوامها 22000 مقسَّمة إلى فرقتين وأربع فرق دراغون مثبتة وفرقتي دراغون متحركة وسلاح فرسان خفيف، مدعومين جميعًا بأربعة وعشرين مدفع.  تنامت قوة الجيش الكبير بحلول عام 1805 ليصل قوامه إلى 350000 مسلحين بالعتاد والذخيرة، ومدربين تدريبًا جيدًا، وتحت قيادة ضباط ذوي مهارة.

### الجيشان الروسي والنمساوي
اتسم الجيش الروسي في 1805 بالتنظيم العسكري الخاص بالحكم الأترافي، فلم يكن هناك تشكيلات دائمة فوق مستوى التجنيد، كما أن كبار الضباط أتوا من الأوساط الأرستقراطية (بما فيها الأجنبية)، وكان الجندي الروسي –اتباعًا لممارسات القرن الثامن عشر- يُضرب باستمرار ويُعاقب حفاظا على الانضباط. إضافة إلى ما سبق، فقد كان صغار الضباط سيئي التدريب وواجهوا صعوبات في جعل رجالهم ينفذون مناورات معقدة مطلوبة في المعركة. غير أن المدفعية الروسية كانت على ما يرام مزودة بجنود قاتلوا بشراسة لئلا تقع مدافعهم بأيدي الأعداء.
كان الأرشيدوق تشارلز (أخ الإمبراطور النمساوي) قد شرع في مهمة إصلاح الجيش النمساوي في 1801 بتقليل سلطات هيئة مجلس الحرب وهي الهيئة العسكرية السياسية المنوطة بإصدار القرارات في القوات المسلحة النمساوية. كان تشارلز القائد الميداني الأفضل في النمسا، ولكنه لم يكن ذا حظوة في الرواق الملكي وفقد من سلطاته الكثير عندما قررت النمسا إعلان الحرب على فرنسا ضد رغبته. أصبح كارل ماك القائد العام للقوات المسلحة النمساوية، والذي أدخل إصلاحات على سلاح المشاة قبيل الحرب، إذ أمر بتعديل الكتيبة لتتكون من أربعة أفواج مكونة بدورها من أربعة سرايا بدلا من ثلاثة أفواج من ستة سرايا في النظام القديم. غير أن النظام الجديد لم يصاحبه تدريب للضباط، وكنتيجة لذلك لم يقودوا وحداتهم كما ينبغي. كان سلاح الفرسان النمساوي الأفضل في أوروبا، ولكن تسريح كثير من وحدات الفرسان لتنضم إلى المشاة أفقد الجيش النمساوي قوة نيرانية مماثلة لنظرائهم الفرنسيين.
كان التباين الواضح بين هذين الحليفين صوريًا سببًا في نتائج كارثية، إذ كان الروس يستخدمون التقويم اليولياني، في حين استخدم النمساويون التقويم الغريغوري الحديث، وبحلول عام 1805 كان الاختلاف 12 يومًا بين النظامين. أدى هذا الالتباس إلى اختلافات في الجدول الزمني بخصوص وقت اجتماع قوات التحالف معًا، ما أدى إلى إخفاق محتوم في التنسيق بينهما. غير أن هذه السردية لا تدعمها التقارير المعاصرة من لواء في الجيش النمساوي، الذي يحكي عن تقدم القوات الروسية والنمساوية (التي كان جزءًا منها) قبل معركة أوسترلتز بخمسة أيام، كما أن هذه السردية مرفوضة في دراسة غوتز المطولة عن المعركة.

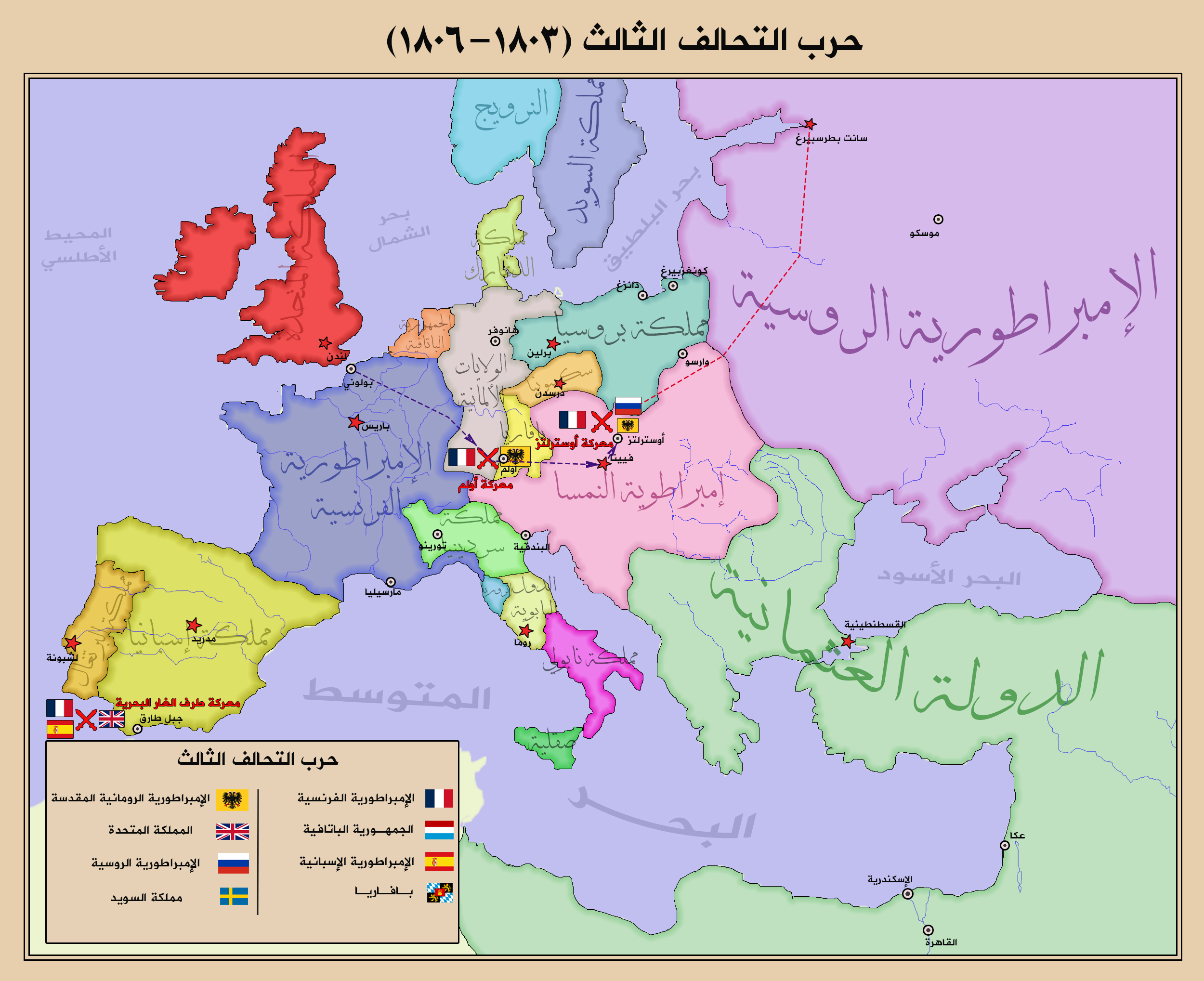
خريطة لأوروبا ولأطراف الصراع في حرب التحالف الثالث مع تحركات الجيوش إلى المعارك وأسماء المعارك في مواقعها.

## حملة أولم

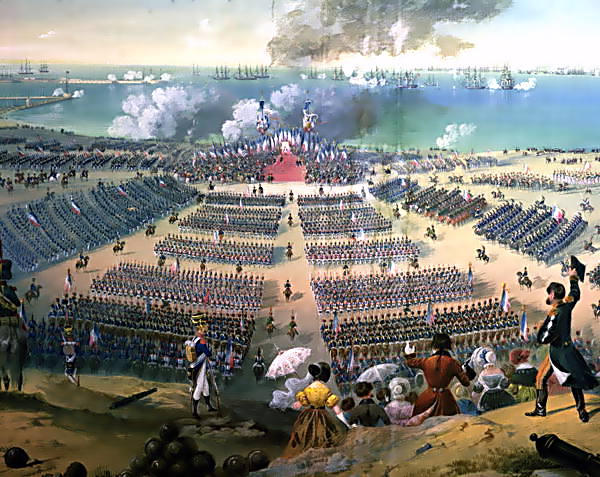
نابليون يتفقد قواته في بولوني، 15 أغسطس 1804

عدّل نابليون (إمبراطور فرنسا منذ مايو العام السابق) في أغسطس 1805 وجهة جيشه من القناة الإنجليزية صوب الراين ليتعامل مع التهديدات النمساوية والروسية الجديدة. بدأت حرب التحالف الثالث بحملة أولم، وهي سلسلة من المعارك والمناورات الفرنسية والبافارية بهدف تطويق الجيش النمساوي بقيادة اللواء ماك.

### خطط النمسا واستعداداتها
رأى اللواء ماك أن أمن النمسا يعتمد على إغلاق الممرات عبر منطقة الغابة السوداء الجبلية في جنوب ألمانيا التي شهدت قتالا شديدًا في حملات الحرب الثورية الفرنسية. رأي ماك كذلك أنه لن تقع أعمال قتال في وسط ألمانيا، لذا فقد قرر جعل مدينة أولم مركزًا لاستراتيجيته الدفاعية والتي تلخصت في احتواء القوات الفرنسية حتى وصول الروس بقيادة كوتوزوف ليقلبوا الطاولة على نابليون. كانت أولم تحميها مرتفعات ميكلزبيرغ الحصينة، ما أعطى لماك انطباعًا أن المدينة غير قابلة للغزو بهجوم خارجي.
اتخذت المحكمة الإمبراطورية العليا قرارًا كاراثيًا باعتبار شمال إيطاليا مسرح العمليات الرئيسي للهابسبورغ. أسند إلى الأرشيدوق كارل 95000 من القوات ليعبر بها نهر أديجي بهدف الاستيلاء على مانتوفا وبيسكيرا وميلانو. أسند إلى الأرشيدوق يوحنا 23000 من القوات لتأمين تيرول وليعمل كحلقة ربط بين أخيه كارل وبين ابن اعمه فرديناند الذي أسند إليه 72000 من القوات ليغزو بافاريا وليعزز الخط الدفاعي في أولم الذي تحكم به ماك. خصص النمساويون أيضا قوات لتخدم مع السويديين في بوميرانيا، ومع البريطانيين في نابولي، ولإرباك الفرنسيين وتشتيت مواردهم.

### خطط فرنسا واستعداداتها
اعتبر نابليون جبهة الدانوب نقطة تركيز الجهود الفرنسية في كل من حملتي 1796 و1800، ولكن في المرتين أصبحت الجبهة الإيطالية أكثر أهمية. لهذا السبب اعتقدت المحكمة الإمبراطورية العليا أن نابليون سيهجم في إيطاليا مجددًا، لكن كان لنابليون نوايا أخرى: ستنطلق قوات قوامها 210000 نحو الشرق من معسكر بولوني لتطوق جيش اللواء ماك المكشوف إذا استمرت في الزحف نحو الغابة السوداء. سيوفر المارشال مورات في الوقت نفسه غطاءً من سلاح الفرسان عبر الغابة السوداء ليدفع النمساويين للظن أن الجيش الفرنسي يتحرك على محور من الغرب إلى الشرق. سيتزامن مع الهجوم الرئيسي في ألمانيا هجمات أخرى في الجبهات المختلفة: سيواجه ماسينا كارل في إيطاليا بقوة قوامها 50000، وسيزحف سان سير على نابولي بعشرين ألف رجل، بينما يجوب برون بولوني بثلاثين ألف رجل للحماية من هجوم بريطاني محتمل.
نشَّط مورات وبيرتراند عمليات الاستخبارات في المنطقة بين تيرول ومين، حيث رسم سافاري (قائد وحدة التخطيط) مسحًا دقيقا للطرق في المنطقة بين الراين والدانوب. ستتحرك ميسرة الجيش الكبير من هانوفر إلى أوترخت لتصل إلى فوتمبيرغ، بينما تتركز الميمنة والقلب عبر منتصف الرين حول مدن كمانهايم وستراسبورغ. بينما يقوم مورات باستعراضات عبر الغابة السوداء، ستغزو القوات الفرنسية الأخرى قلب ألمانيا وتميل جنوب شرق لتستولي على أوغسبورغ، الحركة التي ستعزل ماك وتقطع خطوط الاتصال النمساوية.

### الغزو الفرنسي
اتخذ ماك قرارًا بالتوقف عند خط نهر إيلر مرتكزًا على أولم في 22 سبتمبر. شرع الفرنسيون في الأيام الثلاثة الأخيرة من سبتمبر في الزحف الهائل الذي سيضعهم عند مؤخرة الجيش النمساوي. اعتقد ماك أن الفرنسيين لن يستبيحوا الأراضي البروسية، ولكنه حين علم أن قوات بيرنادوت قد زحفت عبر آنسباخ البروسية اتخذ قرارًا حاسمًا بالبقاء للدفاع عن أولم بدلا من الانسحاب جنوبًا الذي كان ليوفر له فرصة قيمة للحفاظ على سواد قواته. لم يكن لدى نابليون معلومات كافية عن نوايا ماك أو مناوراته، لكنه علم أن قوات كينماير اتجهت صوب إنغلوشتات شرق المواقع الفرنسية، كما بالغ عملاؤه في وصف حجم هذه القوات. في 5 أكتوبر، وجه نابليون الأمر إلى ناي بالانضمام إلى لانيس وسولت ومورات في عبور الدانوب عند دوناوفورت. لكن التطويق الفرنسي لم يكن عميقا بما يكفي لمنع كينماير من الهرب، إذ لم تصل القوات الفرنسية كلها في الوقت ذاته وإنما انتشروا على محور من الغرب إلى الشرق، كما أن وصول سولت ودافوت المبكر في دوناوفورت دفعت كينماير إلى مزيد من الحذر والحيطة. تأكد نابليون أن النمساويين متمركزون في أولم وأمر جزءًا ضخما من الجيش الفرنسي بالانتشار حول دوناوفورت. في 6 أكتوبر اتجهت ثلاث كتائب مشاة وفرسان صوب دونافورت لإحكام إغلاق مهرب ماك.

### معركة فيرتينغن

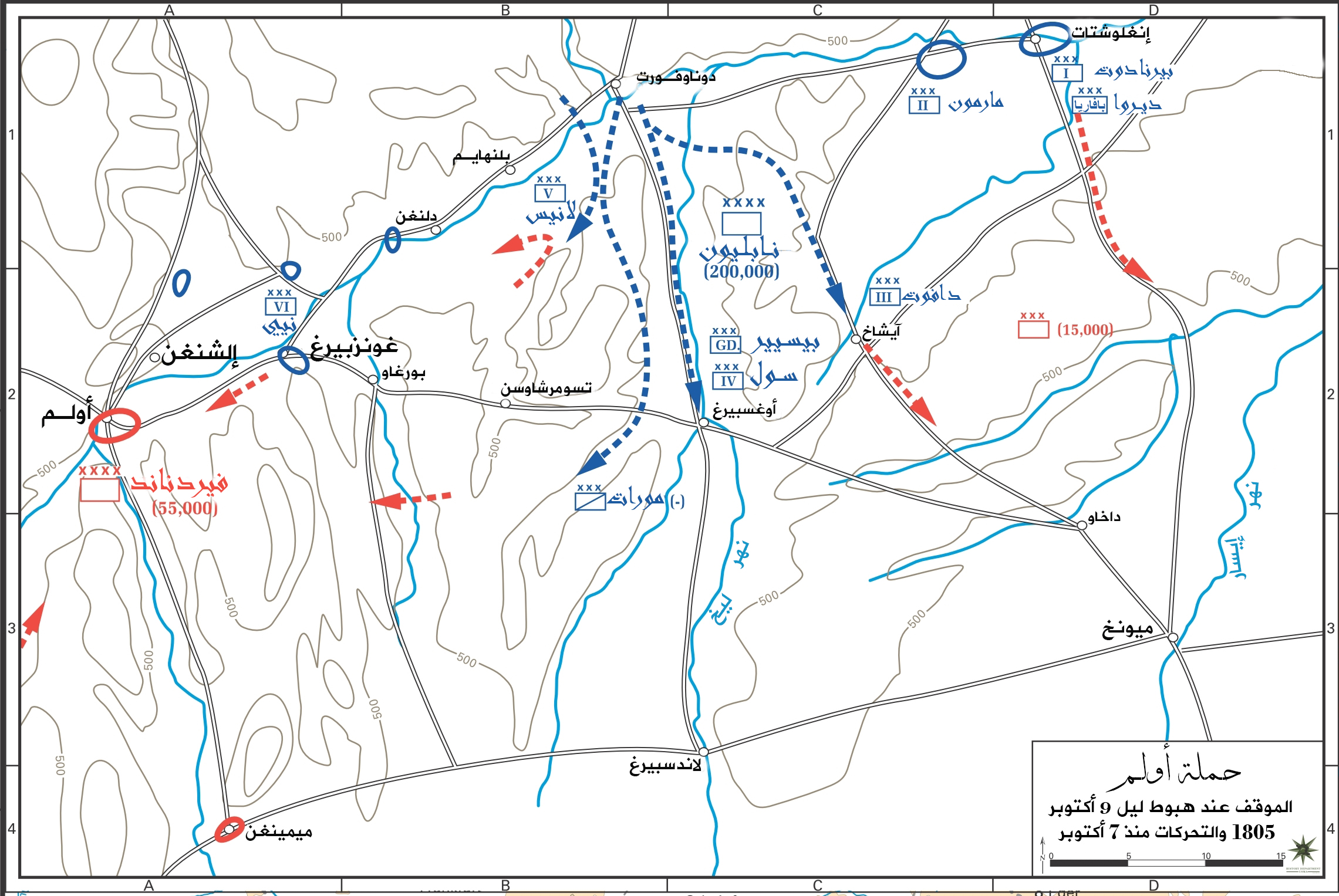
الموقف العسكري شرقي أولم من السابع إلى التاسع من أكتوبر 1805

قرر ماك اتخاذ الوضع الدفاعي بعدما أدرك خطورة موقفه، فأمر في 8 أكتوبر جيشه بالتمركز حول غونزبيرغ أملا في ضرب خطوط إمداد نابليون، كما وجه كينماير بسحب قوات نابليون شرقا نحو ميونخ وأوغسبورغ. لم يأخذ نابليون بالاعتبار أن ماك سيعبر الدانوب بعيدًا عن قاعدته المركزية، ولكنه أدرك أن الاستيلاء على الجسور في غونزبيرغ سيعطيه ميزة إستراتيجية هائلة. لتحقيق هذا الهدف، أرسل نابليون قوات ناي إلى غونزبيرغ، دون أي علم بأن جل الجيش النمساوي متجه صوب النقطة ذاتها. في الثامن من أكتوبر وقعت أولى معارك الحملة الفعلية في فيرتينغن بين قوات أوفنبيرغ وقوات مورات ولانيس.
وجه ماك أوفنبيرغ لأسباب غير معلومة في السابع من أكتوبر قواته المكونة من 5000 من المشاة و400 من سلاح الفرسان لتحرك من غونزبيرغ إلى فيرتينغن تحضيرًا للهجوم النمساوي الرئيسي من أولم. كان أوفنبيرغ في موقف حرج لعدم علمه بما يجب فعله ولانعدام الأمل في التعزيزات. كانت أولى القوات الفرنسية الواصلة هي قوات فرسان مورات، وقوات دراغون الأولى كلاين، ودراغون الثالثة بيمونت، وقوات دراع نانسوتي. شرعت هذه القوات في مهاجمة القوات النمساوية وانضم لهم بعد قليل قوات غرينادير أودينو الذي كان يسعى لتطويق القوات النمساوية من الشمال والغرب. حاول أوفنبيرغ الانسحاب نحو الجنوب الغربي لكنه لم يكن سريعا بما يكفي. فتك الفرنسيون بالنمساويين الذين خسروا كل قواتهم تقريبًا بالإضافة إلى ألف إلى ألفين من الأسرى. كانت معركة فيرتنغن نصرًا سهلا للفرنسيين.
أقنعت فيرتنغن ماك بأن يبقى على الضفة اليسرى للدانوب بدلا من التراجع شرقًا للضفة اليمنى، وهو ما يتطلب عبور الجيش النمساوي عند غونزبيرغ. في الثامن من أكتوبر، كان ناي تحت قيادة بيرتيه الذي وجه بهجوم مباشر على أولم في اليوم التالي، كما أرسل ناي كتيبة مالر الثالثة للاستيلاء على جسور غونزبيرغ على نهر الدانوب، الذين تصادموا مع قناصين من تيرول وأسروا مائتين منهم ومعهم قائدهم العام دبسريه بالإضافة إلى مدفعين. لاحظ النمساويون هذه التطورات فعززوا مواقعهم قرب غونزبيرغ بثلاثة كتائب وعشرين مدفعًا. هجمت كتيبة مالر هجمات بطولية على المواقع النمساوية ولكنها فشلت كلها. هنا أرسل ماك سبعة سرايا مشاة بقيادة غيولاي وأربعة عشر فصيلا لإصلاح الجسور المدمرة، لكن هذه القوات صُدت وفرقها فوج المشاة الفرنسي التاسع والخمسين. اندلع قتال عنيف تمكن على إثره الفرنسيون أخيرًا من موضع قدم على الضفة اليمنى للدانوب. في أثناء معركة غونزبيرغ، أرسل ناي اللواء لواسون بالكتيبة الثانية للاستيلاء على جسور الدانوب في إلشنغن التي كانت دفاعات النمسا فيها خفيفة. بحلول العاشر من أكتوبر، حققت قوات ناي تقدما كبيرًا، وعبرت قوات مالر للضفة اليمنى للدانوب، واستولت قوات لواسون على إلشنغن، وكانت قوات دوبو تزحف نحو أولم.

### هازلاخ يونغنغن وإلشنغن

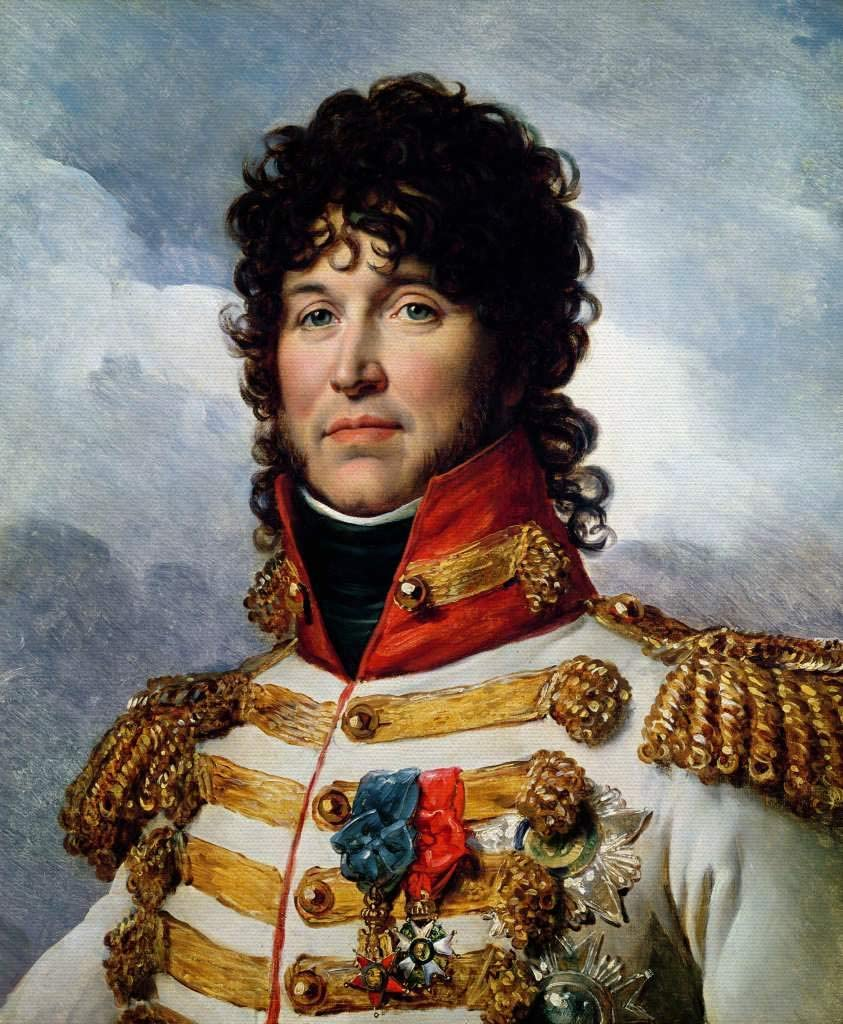
أثبت يواكيم مورات مهارته العسكرية الفذة في حملة أولم.

وصل الجيش النمساوي المحطم إلى أولم في الساعات الأولى لليوم العاشر من شهر أكتوبر. تشاور ماك بشأن الخطوات التالية وبقي الجيش النمساوي معطلا في أولم حتى يوم الحادي عشر. أما نابليون فكان يضع خططه بناء على افتراضات غير صحيحة، إذ افترض أن النمساويين كانوا يزحفون تجاه الشرق أو الجنوب الشرقي وأن أولم كان بها حامية خفيفة. استشعر ناي سوء الفهم وكتب إلى بيرتييه أن دفاعات أولم كانت أكبر بكثير مما يظنه الفرنسيون. استحوذ التهديد الروسي في هذه الأثناء على تفكير نابليون لدرجة أنه وضع مورات في قيادة ميمنة الجيش المكونة من قوات ناي ولان. كان الجيش الفرنسي مكوّن من حلقتين هائلتين في هذه اللحظة: قوات ناي ولان ومرات غربًا لاحتواء ماك، وقوات سولت ودافو وبيرنادوت ودو مارمون شرقا لصد أي هجوم نمساوي أو روسي محتمل. في الحادي عشر من أكتوبر هجم ناي هجومًا جديدًا على أولم، إذ زحفت الوحدتان العسكريتان الثانية والثالثة على المدينة على الضفة اليمنى للدانوب، بينما تقوم وحدة ديبونت العسكرية بالزحف مباشرة على أولم للاستيلاء على المدينة بأكملها. كانت هذه الأوامر ميئوس منها إذ لم يكن ناي على علم بأن كامل قوام الجيش النمساوي مرتكز في أولم.
تحركت كتيبة المشاة الثانية والثلاثين من هازلاخ نحو أولم لتصطدم بأربعة كتائب نمساوية في بولفنغن. هجمت الكتيبة عدة هجمات ضارية، لكن النمساويين صمدوا وصدوا كل هجوم فرنسي. أغرق النمساويون أرض المعركة بمزيد من كتائب الفرسان والمشاة إلى يونغنغن أملا في إحراز ضربة قاضية لقوات ناي عن طريق تطويق قوات ديبونت. استشعر ديبونت هذا الخطر وفاجأ النمساويين بهجوم مباغت على يونغنغن أسفر عن أكثر من 1000 أسير. أجبرت الهجمات النمساوية القوات الفرنسية على التراجع إلى هازلاخ التي تمكن الفرنسيون من السيطرة عليها. أُجبر ديبونت في النهاية على التراجع إلى ألبك حيث انضم إلى قوات ديلييه. لم تكن نتائج معركة هازلاخ يونغنغن واضحة على خطط نابليون، لكن الإمبراطور تأكد أخيرًا أن قوام الجيش النمساوي مرتكز في أولم، وعليه أرسل قوات سول ومارمونت نحو نهر إلر، أي أنه أصبح لديه أربع كتائب مشاة وكتيبة فرسان للتعامل مع ماك، بينما كان ديفو وبيرنادوت والبافاريون يحمون المنطقة حول ميونخ. لم ينتوي نابليون القتال في معارك عبر الأنهار فوجه قادته بالسيطرة على الجسور المهمة حول أولم، كما بدأ نقل قواته نحو شمال أولم لأنه توقع المعركة في هذه المنطقة بدلا من تطويق المدينة نفسها. ستؤدي هذه الترتيبات إلى مواجهة في إلشنغن في الرابع عشر من أكتوبر عندما تزحف قوات ناي على ألبك.
كان القادة النمساوين في هذه المرحلة في ارتباك تام، إذ بدأ فيردناند معارضة قرارات ماك العسكرية، مشيرًا إلى أن الأخير كتب توجيهات متناقضة جعلت الجيش النمساوي يتقدم ويتأخر دون جدوى. أرسل ماك في اليوم الثالث عشر سريتين من أولم استعدادًا لانفراجة في الشمال: واحدة تحت قيادة اللواء رايش لتتجه نحو إلشنغن لتأمين الجسر هناك، والأخرى تحت قيادة فيرنك شمالا بغالبية المدفعية الثقيلة. أسرع ناي الزحف ليعيد الاتصال مع ديبونت، فقاد قواته جنوب إلشنغن على الضفة اليمنى للدانوب وشرع في الهجوم. كان ميدان المعركة سهلا يرتفع بانحدار نحو تل مدينة إلشنغن بمجال بصر واسع. أزال الفرنسيون الأوتاد النمساوية،وهاجمت كتيبة هجمة ضارية واستولت على دير على قمة التل. هُزم سلاح الفرسان النمساوي كذلك وهربت قوات رايش. أطلق على ناي لقب «دوق إلشنغن» لانتصاره المدوي.

### معركة أولم

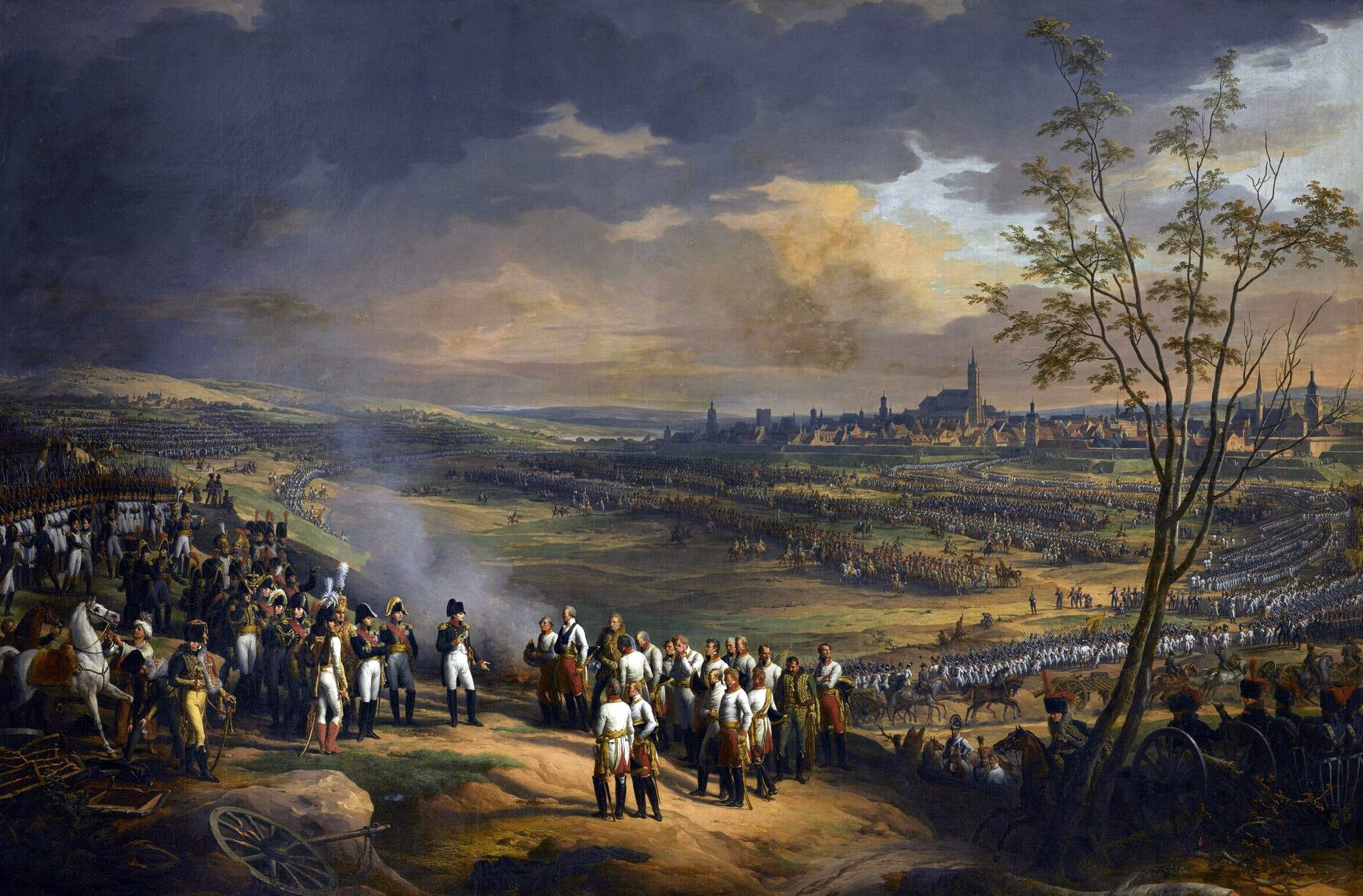
اللواء ماك يستسلم مع قواته في أولم. أفضى كل من تطويق نابليون الاستراتيجي للنمساويين، ومعركة أوسترلتز بعد ستة أسابيع إلى انهيار التحالف الثالث.

اشتعلت الأحداث مجددًا في اليوم الرابع عشر، إذ انضمت قوات مورات إلى قوات ديبونت في ألبك في الوقت المناسب لصد هجوم نمساوي من فيرنك، كما هزمت قوات مورات وديبونت معًا النمساويين شمالا في اتجاه هايدنهايم. بحلول ليل الرابع عشر، ارتكزت الوحدتان الفرنسيتان على مقربة من المعسكر النمساوي في ميكلزبيرغ خارج أولم. كان ماك في هذه اللحظة في وضع خطير، إذ تبدد الأمل بالهرب عبر الضفة الشمالية، كما كان مورمونت والقوات الإمبراطورية تتردد على ضواحي أولم جنوب النهر، وكان سولت يتحرك من ميمينجين لمنع النمساويين من الهرب جنوبا نحو تيرول. تزايدت الاضطرابات للنمساويين إذ تجاوز فيردناند اعتراضات ماك وأمر بإخلاء كل سلاح الفرسان من أولم البالغ 6000 فارس. تكللت مساعي مورات بنجاح باهر إذ لم ينضم لفيرنك سوى أحد عشر فصيلا في هايدنهايم. استمر مورات في التحرش بقوات فيرنك حتى أجبره على الاستسلام مع 8000 من جنوده في تروختلفنغتن. استولى مورات كذلك على 500 عربة وأكمل الزحف نحو نويشتات ليقع في قبضته 12000 أسير نمساوي.
كانت الأحداث في أولم في طريقها نحو النهاية. في اليوم الخامس عشر من أكتوبر، نجحت قوات ناي من اقتحام معسكرات ميكلزبيرغ، وفي اليوم السادس عشر بدأت القوات الفرنسية القصف المدفعي لأولم نفسها. كانت الروح المعنوية للنمساويين في الحضيض وأدرك ماك أن أي أمل في الإنقاذ قد تبدد. في اليوم السابع عشر، وقع مبعوث نابليون سيغور معاهدة مع ماك وافق فيها النمساويون على الاستسلام في الخامس والعشرين من أكتوبر في حال لم تصل الإمدادات. إلا أنه مع وصول أخبار الاستسلام في هايدنهايم ونيرسهايم إلى ماك، وافق على الاستسلام في العشرين من أكتوبر. تمكن 10000 من الحامية النمساوية من الهرب، إلا أن الغالبية العظمى من القوات النمساوية خرجت من المدينة في الحادي والعشرين من أكتوبر وألقت أسلحتها دون قتال، أمام الجيش الكبير المرتكز في نصف دائرة ضخمة شاهدًا على الاستسلام.

## معركة طرف الغار

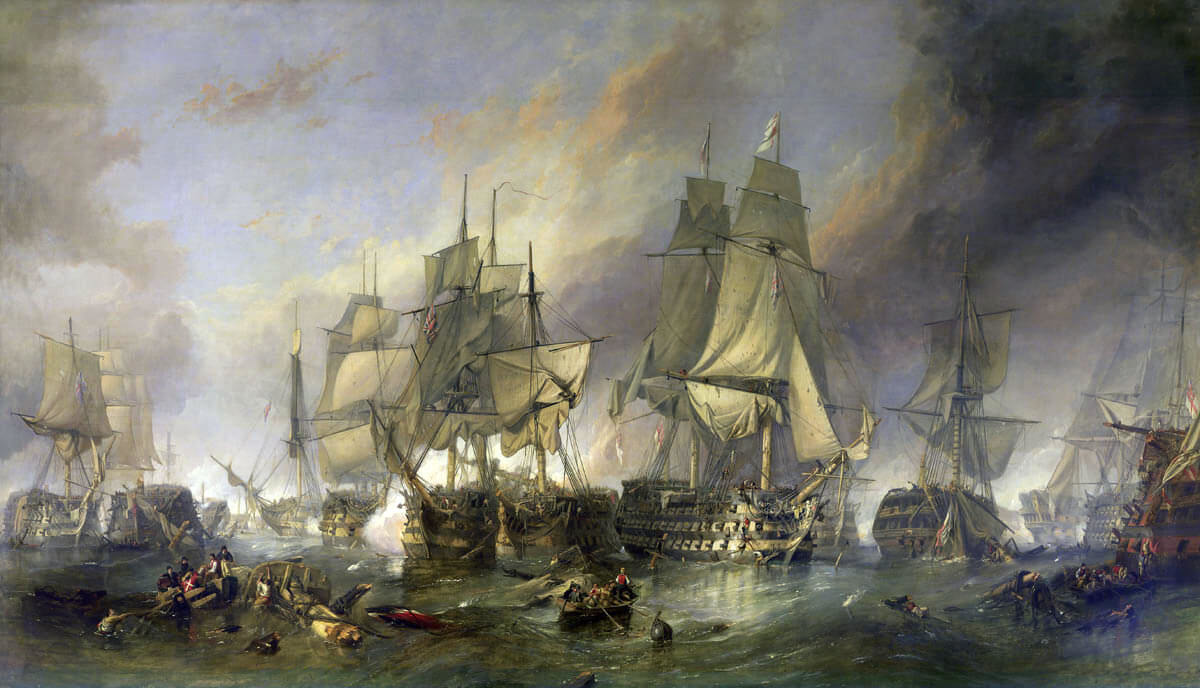
معركة طرف الغار، 21 أكتوبر 1805. بريشة كلاركسون فريدريك ستانفيلد

عقد نابليون العزم على غزو بريطانيا عندما أعلن التحالف الثالث الحرب على فرنسا بعد معاهدة أميان. لفعل ذلك كان عليه أن يضمن أن البحرية الملكية لن تكون قادرة على عرقلة الغزو، وهو ما يتطلب السيطرة على القناة الإنجليزية.
كانت الأساطيل الفرنسية الكبرى في بريست وفي بريتاني، وفي تولون على ساحل البحر المتوسط، كما كان هناك أسراب بحرية صغيرة أخرى في الموانئ الفرنسية على ساحل الأطلسي. كانت فرنسا وإسبانيا حليفتان، لذا فإن الأسطول الإسباني في قادس وفيرول كان متاحًا كذلك.
كان ضباط البحرية البريطانية ذوي خبرة ومدربين جيدًا. على النقيض فخير الضباط الفرنسيين في البحرية الفرنسية قد أعدموا أو عُزلوا من الخدمة خلال السنين الأولى للثورة الفرنسية. لذلك كان الأميرال السابق بيير تشارلز فيلنوف أكثر الضباط الأكفاء المتاحين لنابليون لقيادة أسطول المتوسط. غير أن فيلنوف لم يظهر حماسة لمواجهة نيلسون مجددًا بعد هزيمته في معركة أبي قير البحرية.
اقتضت خطة نابليون البحرية أن تهاجم الأساطيل الفرنسية والإسبانية في المتوسط وقادس لتفك الحصار وتجتمع في الهند الغربية. بعد ذلك تعود لتدعم الأسطول في بريست بفك الحصار عنه، وتخلي القناة الإنجليزية من سفن البحرية الملكية، ما يسمح لقوات الغزو بعبور القناة. بدت الخطة جيدة على الورق، إلا أنه مع استمرار الحرب ظهر جهل نابليون بالاستراتيجيات البحرية وقلة كفاءة قادته البحريين.

### الهند الغربية
شهدت بداية عام 1804 تولية اللواء البحري نيلسون قيادة الأسطول البريطاني المحاصر لتولون. وعلى النقيض من وليام كورنواليس الذي حافظ على حصار بريست حصارًا شديدًا، فقد اتبع نيلسون حصارًا فضفاضًا أملا في اجتذاب الفرنسيين لمعركة بحرية كبرى. إلا أن أسطول فيلنوف نجح في تجنب نيلسون عندما فقدت قواته مواقعها إثر عاصفة بحرية. وبينما كان نيلسون يجوب المتوسط بحثا عنه، كان فيلنوف يعبر مضيق جبل طارق ليجتمع مع الأسطول الإسباني كما نص الاتفاق، ويبحروا كما خططوا نحو الهند الغربية. وما إن أدرك نيلسون أن الفرنسيين عبروا المحيط الأطلسي حتى انطلق بحثا عنهم. تمتع الأدميرالات في ذلك الوقت بحرية كبيرة في اتخاذ القرارات الاستراتيجية والتكتيكات البحرية نظرًا لبطء الاتصالات.

### قادس
عاد فيلنوف من الهند الغربية إلى أوروبا بغية فك الحصار عن بريست، ولكن بعد أن فقد سفينتين إسبانيتين في معركة كيب فينيستر من قبل أسطول يقوده السير روبيرت كالدر، تخلى فيلنوف عن الخطة وأبحر عائدًا إلى فيرول.
اعتمدت خطة نابليون لغزو بريطانيا بالكامل على امتلاكه عددًا كبيرًا من السفن في مياه بولوني، فرنسا. سيتطلب ذلك انضمام قوة فيلنوف البالغة 32 سفينة إلى قوة الأدميرال غانتوم البالغة 21 سفينة في بريست، بالإضافة إلى خمس سفن يقودها ألموند، ما يجعل قوام قواته البحرية 58 سفينة.
عندما أبحر فيلنوف من فيرول في 10 أغسطس، كان قد تلقى أوامر صارمة من نابليون بالإبحار شمالا نحو بريست. غير أن فيلنوف خشي من أن يكون البريطانيون يراقبون تحركاته، لذا أبحر في 11 أغسطس جنوبًا نحو قادس على الساحل الجنوبي الغربي لإسبانيا. في السادس والعشرين من أغسطس وبعدما لم تظهر أي إشارة لأسطول فيلنوف، زحفت الجيوش الفرنسية الثلاثة المخصصة للغزو قرب بولوني إلى ألمانيا حيث ستشتبك مع الأعداء.
عاد نيلسون في الشهر ذاته إلى إنجلترا بعد عامين من الخدمة في البحر لينال قسطا من الراحة التي استحقها بجدارة ولخمسة وعشرين يومًا استقبله أهل قريته بترحيب هائل، رغم كونهم في توجس من غزو فرنسي مرتقب. وصلت الأخبار إلى إنجلترا في الثاني من سبتمبر بخصوص الأسطول الفرنسي الإسباني في ميناء قادس. كان على نيلسون الانتظار حتى الخامس عشر من سبتمبر حتى تصبح سفينته إتش إم إس فيكتوري (HMS Victory) جاهزة للإبحار.
شهد الخامس عشر من أغسطس اتخاذ كورنواليس قرارًا باقتطاع 20 سفينة من أسطول القناة لتبحر جنوبًا لتشتبك مع قوات الأعداء في إسبانيا، وهو ما جعل القناة عارية بدرجة كبيرة من السفن بوجود 11 سفينة فقط. غير أن هذه السفن المقتطعة ستشكل نواة الأسطول البريطاني الذي سيقاتل في طرف الغار. وُضع هذا الأسطول في بادئ الأمر تحت قيادة الأدميرال المساعد كالدر والذي وصل إلى قادس في الخامس عشر من سبتمبر. انضم نيلسون إلى الأسطول في التاسع عشر من الشهر ذاته ليأخذ بعجلة القيادة.

استخدم الأسطول البريطاني فرقاطاته ليراقب الميناء عن كثب، بينما كان الأسطول الرئيسي بعيدًا بخمسين ميلا (ثمانين كيلومترًا) غرب الساحل الإسباني. كان نيلسون يأمل أن يجتذب الأسطول الفرنسي الإسباني من الميناء ليشتبك معهم في معركة يختلط فيها الحابل بالنابل. كان الكابتن بلاكوود في قيادة القوات المراقبة للميناء من سفينته إتس إم إس يوريالوس (HMS Euryalus). في الثامن من أكتوبر أصبح تحت قيادته سبع سفن (خمس فرقاطات ومركبان شراعيان).

قادة حملة طرف الغار
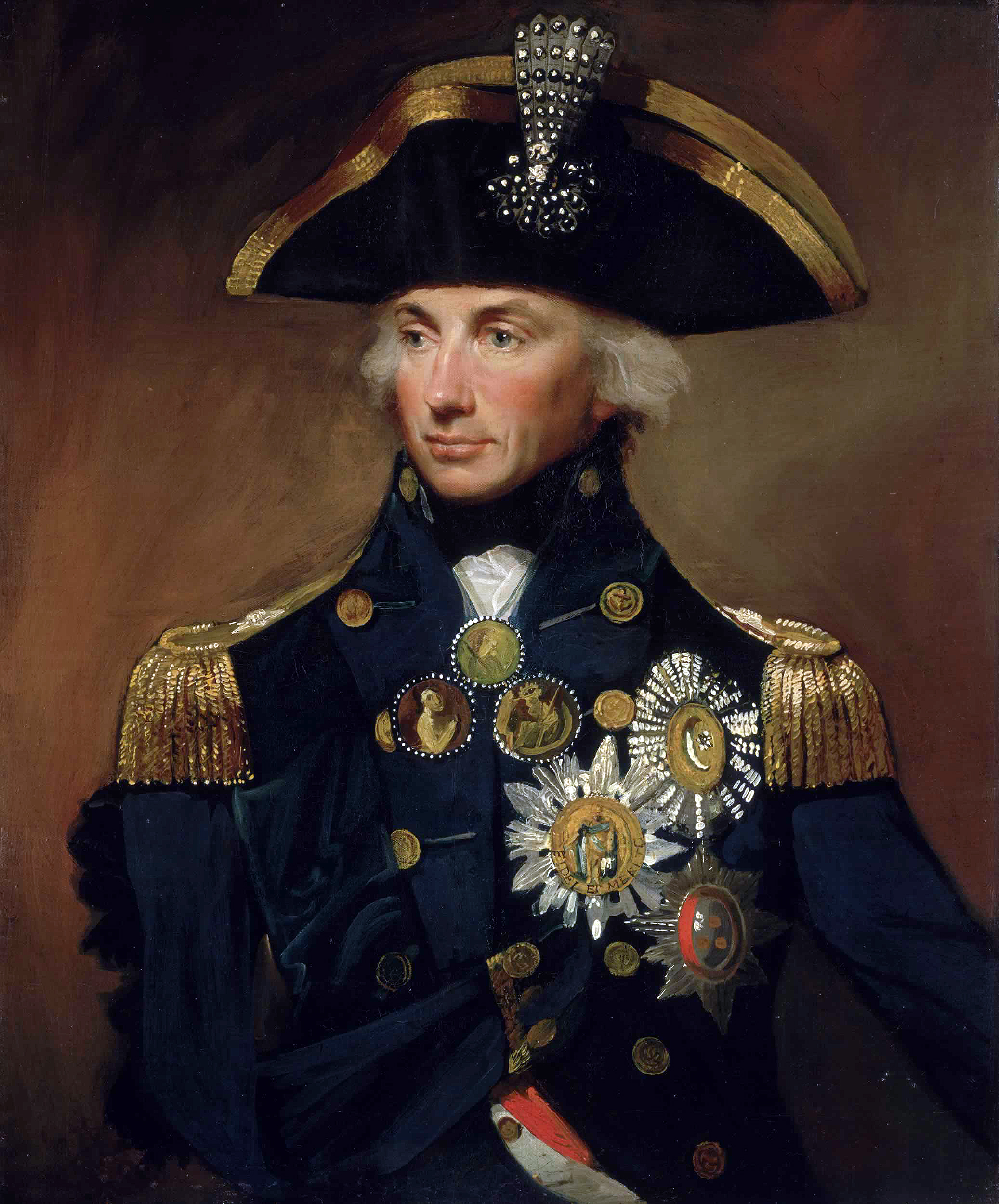
اللواء البحري هوراشيو نيلسون
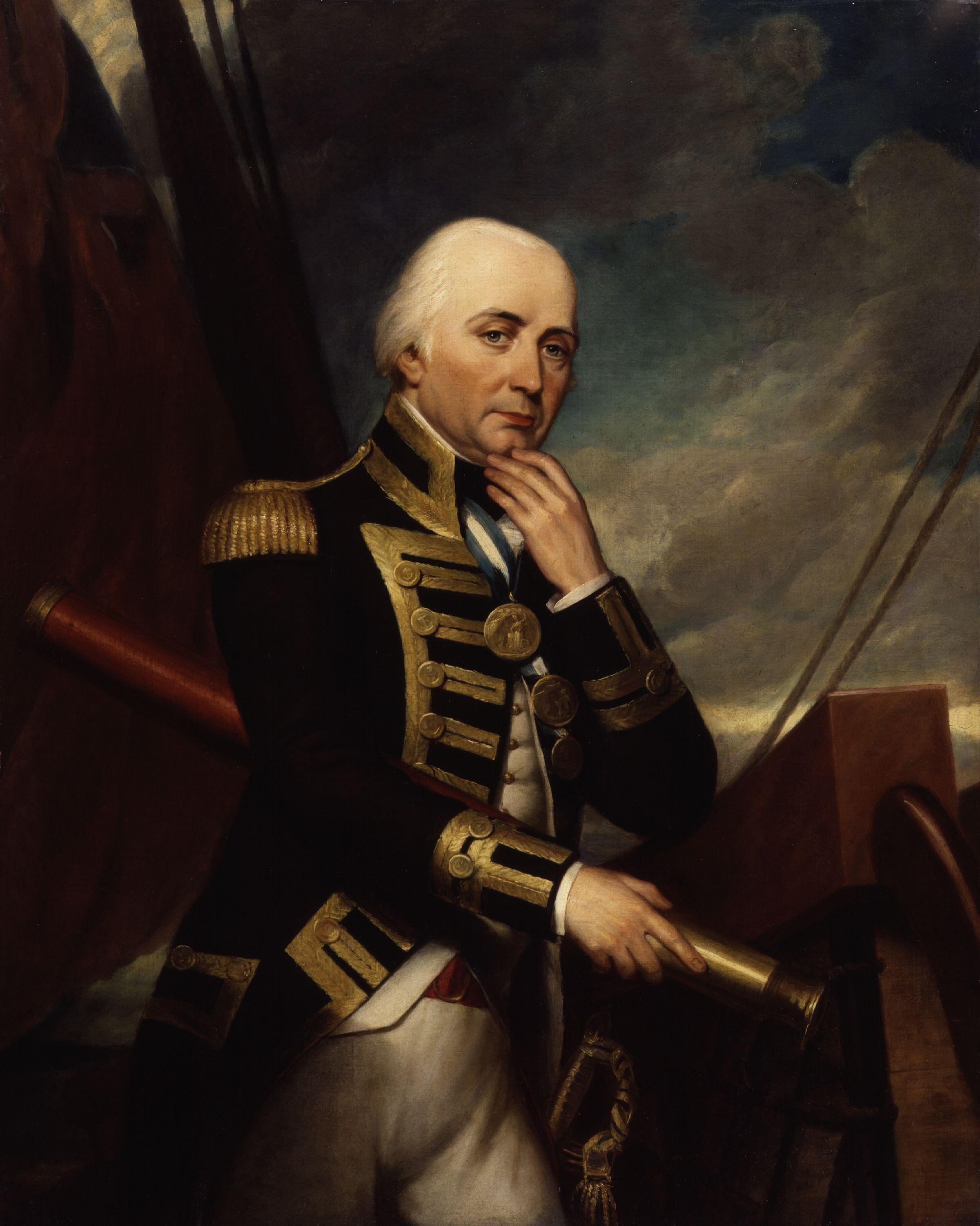
اللواء البحري كوثبيرت كولنغوود
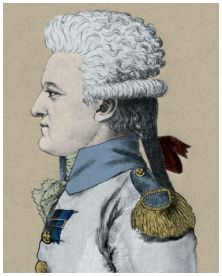
الأدميرال الفرنسي بيير تشارلز فيلنوف
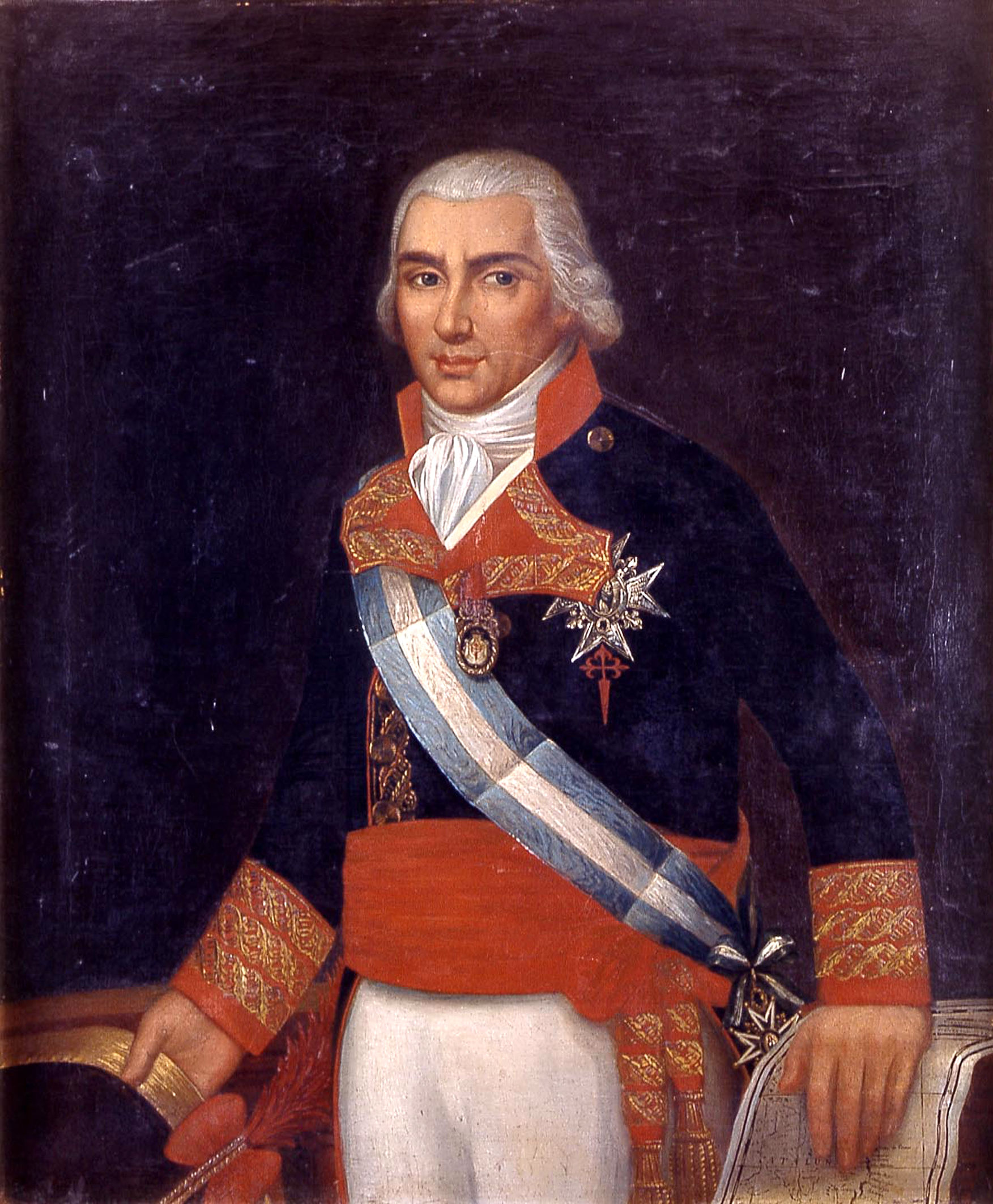
الأدميرال الإسباني فديريكو جرافينا

### موقف التموين
كان أسطول نيلسون في هذه النقطة في حاجة ماسة إلى تموين. شهد الثاني من أكتوبر انفصال خمس سفن من الأسطول لتتجه نحو جبل طارق تحت قيادة الأدميرال المساعد لويس لجلب المؤنة. انحرفت هذه السفن لاحقا لتوصيل المؤنة في المتوسط في حين توقع نيلسون عودتها. وصل المزيد من السفن البريطانية، وبحلول الخامس عشر من أكتوبر كان الأسطول في قوته الكاملة للمعركة. رغم أنها خسارة كبيرة إلا أنه بمجرد وصول سفينة رويال سوفرن سمح نيلسون لكالدر بالعودة إلى بريطانيا بسفينته برنس أوف ويلز التي تحمل 98 مدفعا. أدى اختيار كالدر بعدم الهجوم في الثاني والعشرين من يوليو في معركة كيب فينيستر إلى طلب الأميرالية الملكية لحضوره لمحاكمته عسكريًا.
عانى أسطول فيلنوف في قادس في الوقت ذاته من نقص حاد في المؤنة ليس في مقدور الفرنسيين المفتقرين إلى المال حله. صعّب الحصار المفروض من البريطانيين على الحلفاء أن يخزنوا مؤنة فكانت سفنهم في حالة سيئة، كما افتقر أسطول فيلنوف إلى قرابة 2000 من الرجال المطلوبين للإبحار. لم تقتصر مشكلات الأسطول الفرنسي الإسباني على ذلك، إذ بقيت السفن الكبرى في الأسطول الفرنسي في الميناء لسنوات بسبب الحصار البريطاني، لذا فإن الرحلة الطويلة عبر الأطلسي ذهابًا وإيابًا استهلكت مؤنة حيوية، ولم يكن الأسطول في حالةٍ تُنافس الأسطول البريطاني الذي قضى سنوات في التدريبات في عرض البحر. لم يكن في الأسطول الفرنسي بحارة ماهرون كثر، فقد تعلموا القليل عن البحرية في المرات القليلة لخروج الأسطول إلى البحر، كما أهملت المدفعية. بدأ موقف المؤنة لفيلنوف بالتحسن في أكتوبر، ولكن خبر وصول نيلسون جعله مترددًا بشأن مغادرة الميناء، فعقد تصويتا بين قادته الذين قرروا البقاء في الميناء.
شهد الرابع عشر من سبتمبر إصدار نابليون أمرًا للسفن الفرنسية والإسبانية في قادس بمغادرة الميناء في أول فرصة للانضمام إلى سبع سفن في قرطاجنة للاتجاه إلى نابولي لإبرار الجنود هناك لتعزيز القوات الموجودة في نابولي، وللاشتباك في معركة حاسمة إذا قابلوا أسطولا بريطانيا أصغر.
استقبل فيلنوف رسالة في 18 أكتوبر تفيد بوصول فرانسوا روزلي إلى مدريد ليأخذ بعجلة القيادة، كما وصلته أخبار في نفس الوقت تفيد برسو ست سفت بريطانية في جبل طارق (أسطول الأدميرال لويس)، وتجنبا لإهانته أمام أسطوله قرر الإبحار قبل أن يصل فرانسوا إلى قادس. بعد إعصار في 18 أكتوبر بدأ الأسطول التجهيز مسرعًا للإبحار.

### الانطلاق

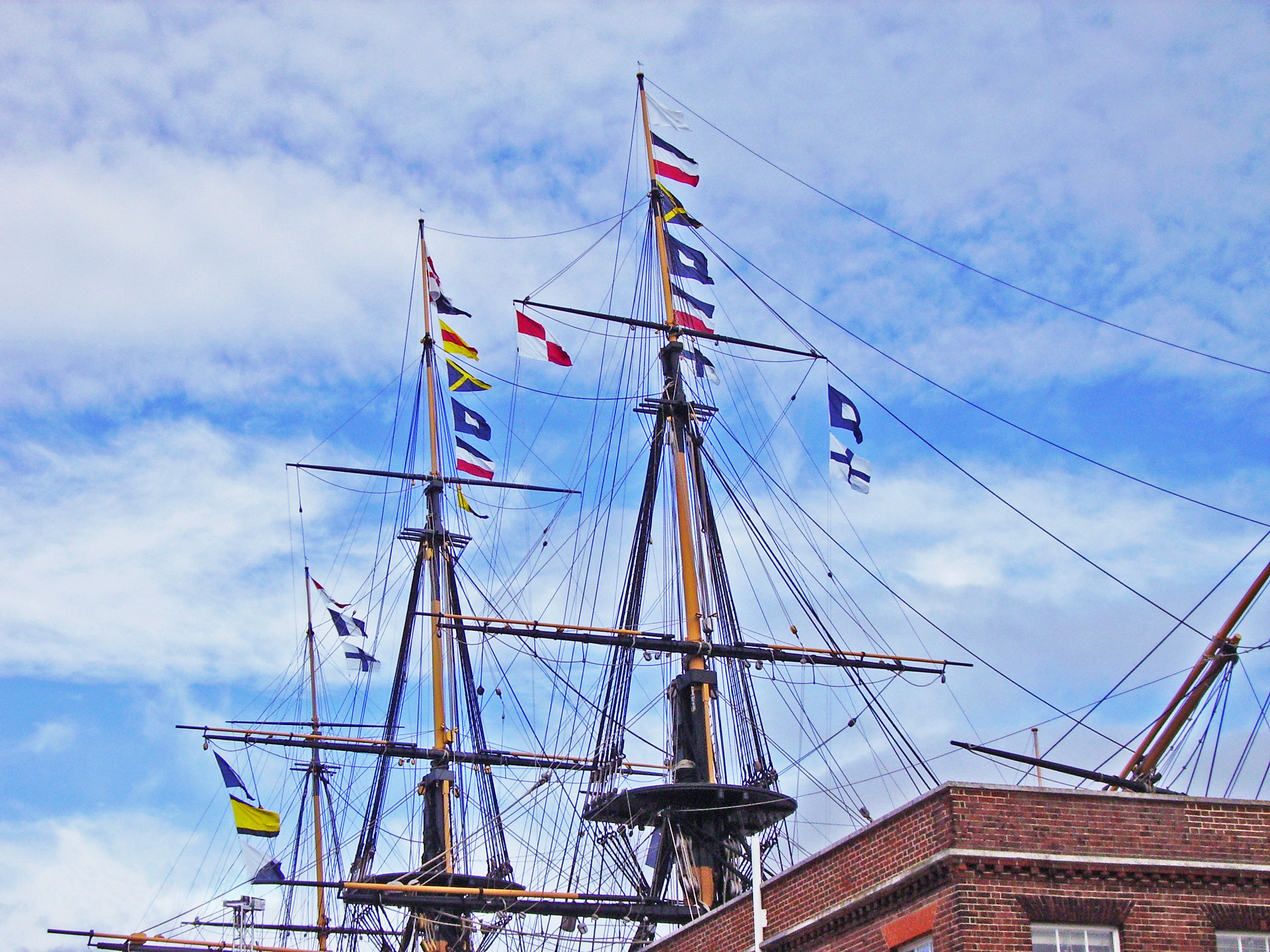
علم نيلسون «تتوقع إنجلترا أن يقوم كل رجل بواجبه» يرفرف على سفينة فكتوري في الذكري المائتين لمعركة طرف الغار.

هدأ الطقس فجأة بعد أسبوع من الأعاصير، وهو ما أخّر تقدم انطلاق الأسطول من الميناء ما منح البريطانيين وقتًا كافيًا لرد الفعل. رسم فيلنوف خطته لتكوين قوة قوامها أربع سرايا بحرية في كل منها سفن فرنسية وإسبانية. كان القباطنة مترددين بشأن مغادرة ميناء قادس خاصة بعد أن صوتوا على البقاء فيه، ولذلك فشلوا في الالتزام بتعليمات فيلنوف الذي أصبح مكروهًا منهم بالفعل. نتيجة لذلك خرج الأسطول من الميناء عشوائيًا دون تشكيل معين.
استهلك فيلنوف يوم العشرين من أكتوبر في تنظيم أسطوله، وانطلق في ثلاثة صفوف نحو مضيق جبل طارق في اتجاه الجنوب الشرقي. مساء ذلك اليوم رصدت سفينة أخيل قوة من 18 سفينة بريطانية. بدأ الأسطول الاستعداد للمعركة وتلقوا التعليمات بالتشكيل في صف واحد. في اليوم التالي رصدوا أسطول نيلسون المكون من 27 سفينة وأربع فرقاطات في اتجاه الشمال الغربي مع اتجاه الريح. وجه فيلنوف أسطوله بالتشكيل في ثلاثة صفوف مجددًا، لكنه عاد وغير رأيه ووجهه بالتشكيل في صف واحد، وكانت النتيجة شيوع الفوضى في الأسطول.
أبحر الأسطول البريطاني تحت الإشارة 72 مرفوعةً على سفينة نيلسون. في الساعة الخامسة وأربعين دقيقة كان البريطانيون على بعد 34 كيلومترًا إلى الشمال الغربي من رأس جبل طارق والأسطول الفرنسي الإسباني بينهم وبين الرأس، وفي السادسة صباحًا أصدر نيلسون أوامره بالاستعداد للمعركة.
عند الثامنة صباحًا أصدر فيلنوف أوامره بالاستدارة والعودة إلى قادس مناقضًا لأوامر صف أسطول الحلفاء، إذ عيّن الأدميرال المساعد بيير لو بالي من الطليعة قائدًا لمؤخرة الأسطول. صعّبت الرياح الخفيفة المهمة وجعلت المناورة شبه مستحيلةٍ حتى لأمهر البحارة. عانى البحارة غير الماهرين من تغير الأجواء، واستغرقوا ساعة ونصف ساعةٍ لتنفيذ أوامر فيلنوف. شكل الأسطول الفرنسي الإسباني الآن هلالا غير متناسقٍ، إذ كانت السفن الأبطأ مع اتجاه الريح أقرب للساحل.[بحاجة لمصدر] كان فيلنوف يتألم لمعرفته بأن البريطانيين لن يسعوا لمهاجمته بالطريقة التقليدية بالاقتراب منه في خط متوازٍ والاشتباك معه من المقدمة إلى المؤخرة، وإنما سيسعون لتركيز هجومهم على جزء معين من صفه، ولكنه حذَرًا من قلة خبرة ضباطه ورجاله لم يقم بتدابير مضادة.
بحلول الحادية عشرة صباحًا كان أسطول نيلسون كاملا على مرمى بصر فيلنوف مشكّلا في خطين متوازيين. كان الأسطولان سيلتقيان في غضون ساعة. قلق فيلنوف من تشكيل أسطوله في خط واحد إذ كانت المسافات بين سفنه غير منتظمة. انتشر الأسطول الفرنسي الإسباني على مسافة ثمانية كيلومترات مع اقتراب أسطول نيلسون.
لاحظ البريطانيون مع اقترابهم أن الأعداء لا يبحرون في انضباطٍ وإنما في مجموعاتٍ غير منتظمة. لم يلحظ نيلسون السفن الفرنسية إذ لم يرفع الفرنسيون والإسبان الأعلام المثلثة.
لم تعد السفن البريطانية الستة التي انفصلت متجهة إلى جبل طارق، لذا كان على نيلسون خوض المعركة بدونها. كان الأعداء يفوقونه عددًا ومدافعَ؛ زهاء 30 ألف رجل و2568 مدفع مقابل 17 ألف رجل و2148 مدفع. كذلك فاقه الأسطول الفرنسي الإسباني بست سفن فكان من السهل عليهم توحيد نيرانهم في وجهه، ولم تكن هناك طريقة أمام السفن البريطانية لتجنب أن تواجه كل منها سفينتين معاديتين أو حتى ثلاثة.

### الاشتباك

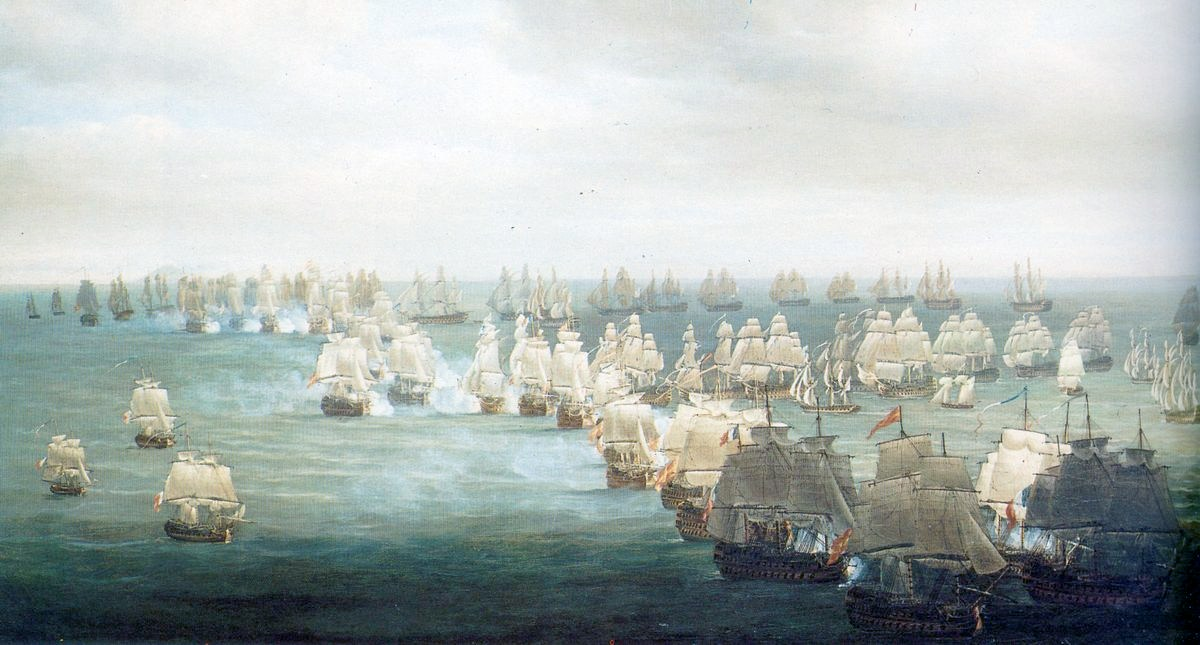
تصور الرسام نيكولاس بوكوك للوضع في جبل الغار عند الساعة 13:00

جرت المعركة بدرجة كبيرة طبقا لخطة نيلسون. في الساعة 11:45 أطلق نيلسون علم «تتوقع إنجلترا أن يقوم كل رجل بواجبه». كان قد أخبر ضابط العلم الملازم جون باسكو أن يشير للأسطول برسالة «تثق إنجلترا أن يقوم كل رجل بواجبه»، ولكن باسكو اقترح تغيير تثق إلى تتوقع لأن الأخيرة موجودة بالفعل في كتاب الإشارات بينما ستتطلب تثق أن تُهجّى حرفًا بحرف، فوافق نيلسون على التغيير.[بحاجة لمصدر]
استُخدمت كلمة «إنجلترا» في ذلك الوقت كثيرًا للإشارة إلى المملكة المتحدة، على الرغم من احتواء الأسطول البريطاني على بحارة من أيرلندا وإسكتلندا وويلز كذلك. اقترب الأسطول من الفرنسيين في رتلين متوازيين يقود أحدهما نيلسون في سفينة فكتوري والآخر كولنغوود في سفينة رويال سوفرن.
كان الفرنسيون والإسبان عند بدء المعركة في خط متعرج في اتجاه الشمال، بينما اتجه الأسطول البريطاني نحوهم من الغرب بزاوية قائمة تقريبًا. كان الرتل الشمالي من الأسطول البريطاني يقوده نيلسون على سفينة فكتوري ذات مائة المدفع، أما الصف الآخر فكان يقوده اللواء البحري كوثبرت كولنغوود على سفينة رويال سوفرن ذات مائة المدفع أيضا. اتجه نيلسون برتله في مناورة نحو مؤخرة الأسطول الفرنسي الإسباني ثم اتجه نحو نقطة الهجوم الفعلي. عدل كولنغوود من مسار رتله قليلا لكي يتلاقى الصفان في نقطة هجوم واحدة.
خطب كولنغوود في ضباطه قبيل الاشتباك مع قوات الحلفاء قائلا: «الآن أيها السادة، لنقم بشيء اليوم يكون حديث العالم بعدئذ». كانت السفن تتحرك ببطء شديد بسبب ضعف الرياح أثناء المعركة، وكانت سفن المقدمة البريطانية تحت نيران الحلفاء لساعة تقريبًا قبل أن ترد القصف.
أرسل فيلنوف عند الظهيرة إشارة «اشتبك مع الأعداء»، فأطلقت سفينة فوجو أول قذيفة على رويال سوفرن. كانت كل أشرعة رويال سوفرن مرفوعة، وكان أسفلها قد نُظف حديثا، فسبقت باقي الأسطول البريطاني، ومع اقترابها من الأعداء تلقت النيران من سفن فوجو وإندومبتابل وسان جوستو وسان لياندرو، فغادرت الرتل عند مؤخرة سفينة اللواء ألافا سانتا آنا وأطلقت عليها من مدفعها الجانبي ضربة ثنائية مدمرة.
اشتبكت بيلايل السفينة الثانية في الرتل البريطاني المعاكس لاتجاه الرياح مع السفن إيغل وأخيل ونبتون وفوجو فدُمرت صواريها تماما وفقدت القدرة على المناورة ولم يعد بمقدورها القتال، لكنها استمرت في رفع الأعلام لخمسة وأربعين دقيقة حتى أتت السفن البريطانية لإنقاذها.

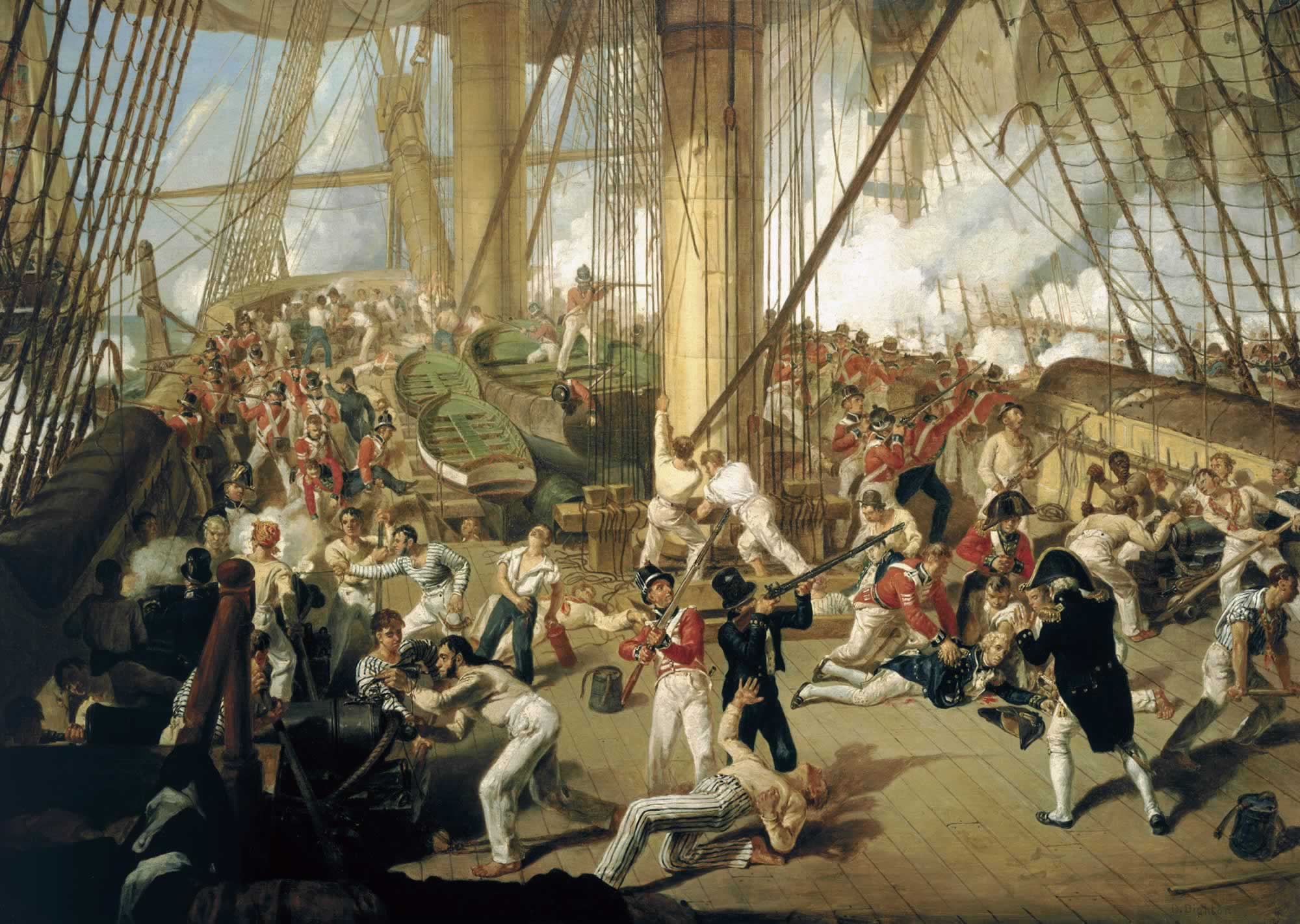
لوحة بريشة دينيس دايتون لإصابة نيلسون برصاصة مسكيت في كتفه الأيسر على ظهر سفينة فكتوري وهي الإصابة التي مات متأثرًا بها قبل نهاية المعركة بقليل.

كانت فكتوري تحت نيران كل من هيرو وسانتيسيما ترينياد وريدوتابل ونبتون لأربعين دقيقة، ومع أن معظم القذائف أخطأتها إلا أن كثيرًا منها أصاب السفينة وقتل وأصاب كثيرًا من طاقمها ودُمرت عجلة القيادة، فكان على الأسطول البريطاني جرّها من ذراع الدفة. عند الساعة 12:45 قطعت فكتوري بين خطوط الأعداء بين بوسينتور (سفينة فيلنوف) وريدوتابل، ومع اقترابها من بوسينتور أطلقت ضربة مدمرة من المدفع الجانبي أصابت مؤخرة السفينة فقتلت وأصابت الكثير من طاقمها.
مع استمرار القتال اشتبكت صواري فكتوري مع صواري السفينة الفرنسية ريدوتابل. حاول طاقم ريدوتابل (المكون من كتيبة مشاة قوية وثلاثة نقباء وأربعة ملازمين) أن يظهروا على السفينة للاسيتلاء عليها، وأطلقوا النيران على البريطانيين فأصابت رصاصة مسكيت كتف نيلسون الأيسر واخترقت جسده لتستقر في عموده الفقري. صاح نيلسون: «لقد نجحوا أخيرًا في قتلي». حُمل نيلسون بعيدًا عن ظهر السفينة حيث مات عند الساعة 16:30 بينما كانت المعركة التي ستخلده كأسطورة تنتهي في صالح البريطانيين.
توقفت نيران فكتوري وانطلق المدفعيون على ظهر السفينة لمنع الاستيلاء عليها لكن القنابل اليدوية الفرنسية أعادتهم مجددًا. ومع استعداد الفرنسيين للظهور على فكتوري، اقتربت تميرير (السفينة الثانية في الرتل البريطاني مع اتجاه الريح) من ميمنة مقدمة سفينة ريدوتابل وأطلقت النيران على الطاقم الفرنسي المكشوف من مدفعها القصير مسببة إصابات بالغة.
عند الساعة 13:55 ومع بقاء 99 من أصل 643 من رجاله وإصابته هو إصابة بليغة، اضطر القبطان لوكاس قائد ريدوتابل إلى الاستسلام. عزلت كل من فكتوري وتميرير السفينة الفرنسية بوسينتور، ثم اتشبكتا مع نبتون ولفياثان وكونكرر، كذلك عُزلت ترينيداد وتلقت الضربات دون إنقاذ حتى استسلمت بعد ثلاث ساعات.
مع دخول المزيد والمزيد من السفن البريطانية، كانت سفن الحلفاء في المنتصف والمؤخرة تحت ضربات مركزة. بعد ركود طويل أقدمت مقدمة الحلفاء على محاولة فاشلة ثم أبحرت بعيدًا. استولى البريطانيون على 22 سفينة من الحلفاء ولم يخسروا أي سفينة. كان من ضمن السفن الفرنسية المستولى عليها: إيجل وألجيسيراز وبيروك وبوسينتور وفوجو وإنتريبيد وريدوتابل وسويفتسور، أما السفن الإسبانية فكانت أرغوناتا وباها وموناركا ونبتونو وسان أغوستين وسان إلديفونسو وسان خوان نيبوموسينو وسانتيسيما ترينيداد وسانتا آنا. من هذه السفن غرقت ريدوتابل، وخرق البريطانيون سانتيسيما ترينيداد وأرغوناتا وغرقتا لاحقا، وانفجرت أخيل، وحُرقت إنتريبيد وسان أغوستين، وغرقت كل من إيجل وبيرويك وفوجو في عاصفة لحقت المعركة.
قبيل وفاة نيلسون وجه أوامره للأسطول بالرسو لاقتراب عاصفة مرتقبة. إلا أنه مع اشتداد العاصفة غرقت كثير من السفن المتضررة من المعركة أو سُحبت نحو الساحل. استولى على بعضها صائدو الجوائز أو السفن المبحرة من قادس.

## معركة أوسترلتز

### التمهيد

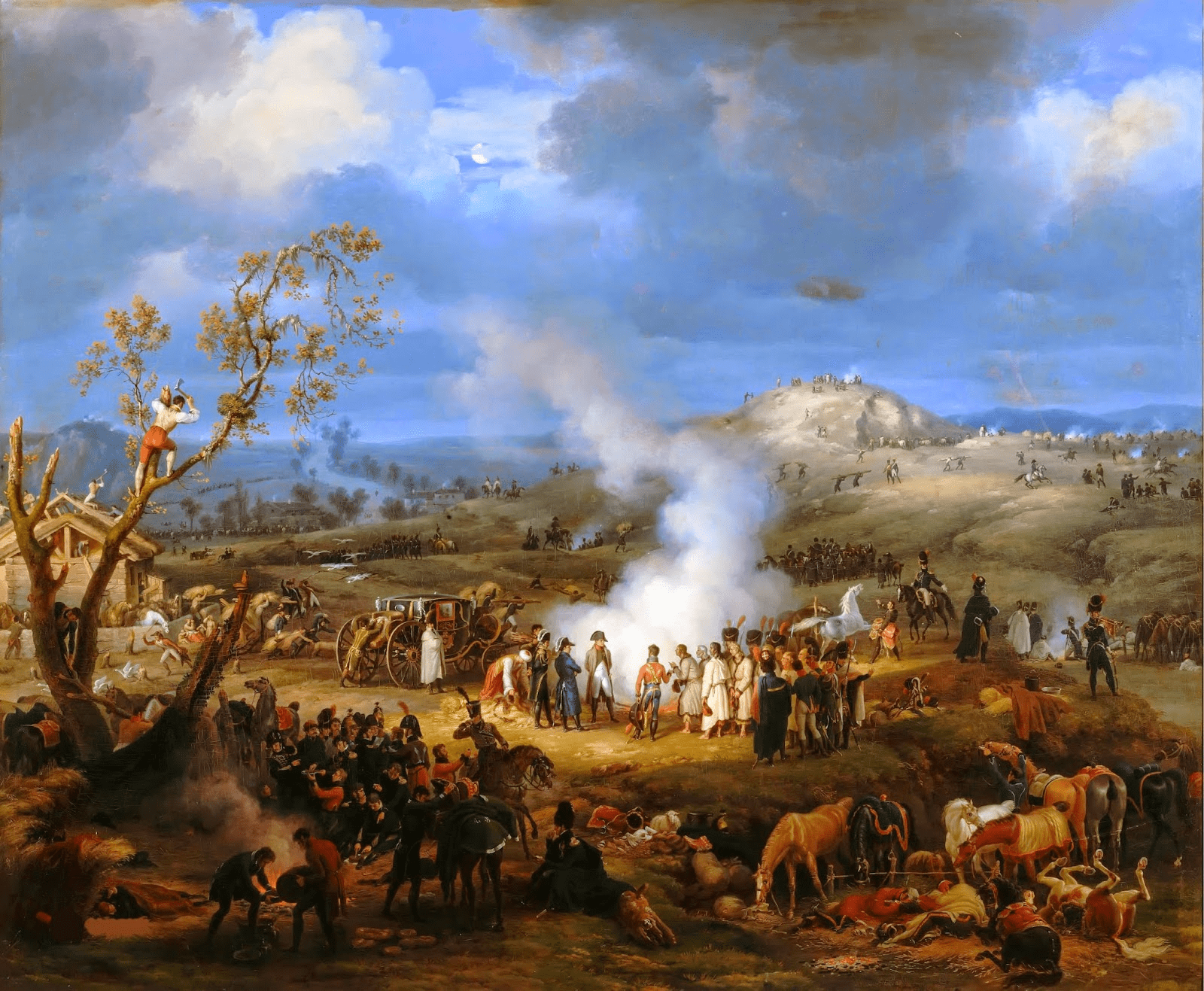
نابليون مع قواته ليلة المعركة يستجوب الفلاحين عن تحركات الجيش النمساوي-الروسي. بريشة لوجون.

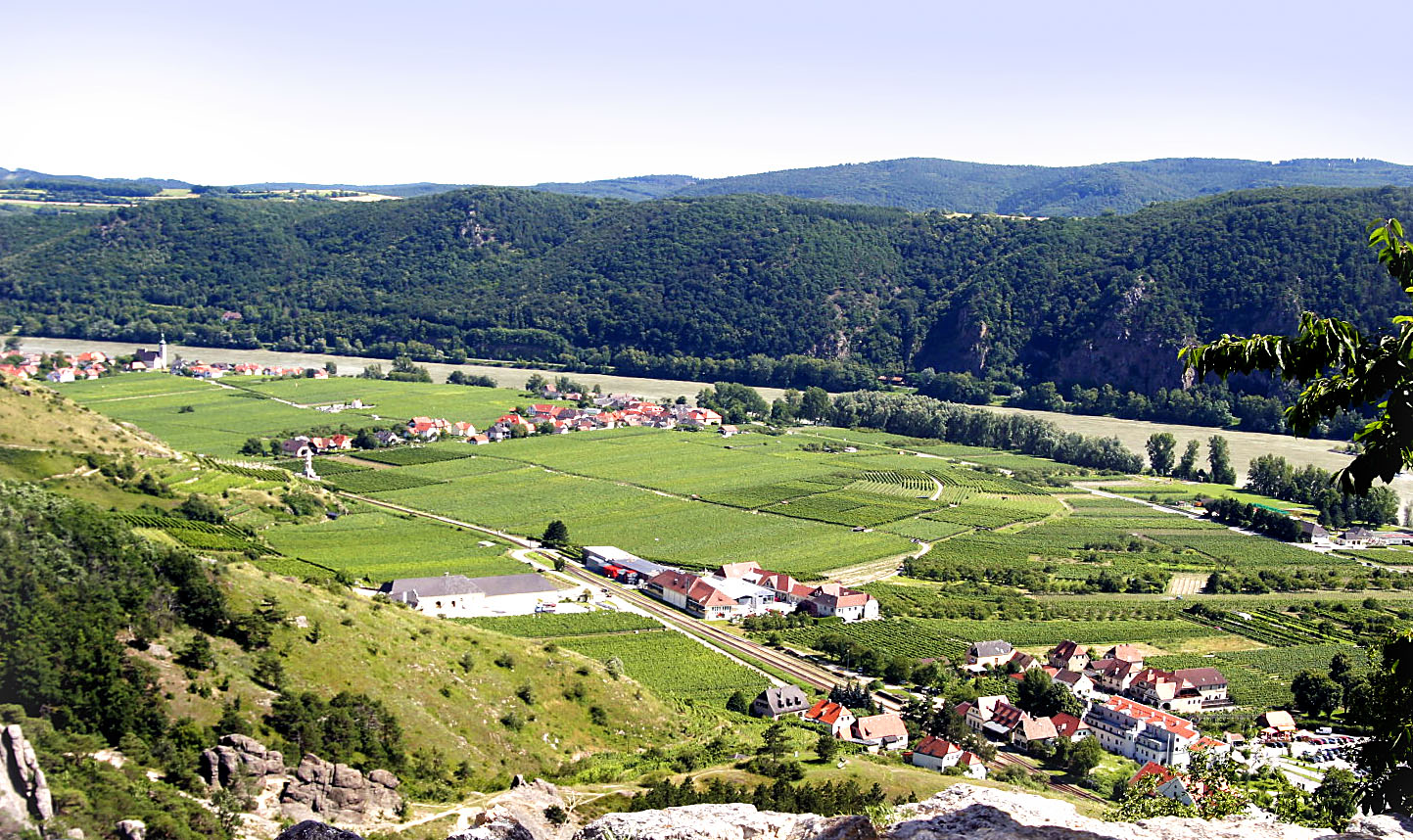
احتل الفرنسيون كروم السهل، فأحاطت بهم القوات الروسية عند ظهورهم بأودية الجبال. اتجهت قوة روسية أخرى نحو دورنشتاين من الجنوب.

تقفى الجزء الأكبر من الجيش الكبير أثر الجيش النمساوي إلى فيينا. بعد فشل الجيش النمساوي في أولم، انسحب اللواء ميخائيل كوتوزوف بجيشه الروسي شرقا ووصل إلى نهر إيل في 22 أكتوبر حيث اجتمع مع قوات كينماير المنسحبة. وصل الروس في السابع من نوفمبر إلى سانت بولتن وزحفوا على طول نهر الدانوب في اليوم التالي، وقاموا بتدمير الجسور على النهر في التاسع من الشهر ذاته، لكنهم تركوا الجسر الأخير في شتاين قرب كرمس حتى بعد الظهيرة.
أمر مورتييه في اليوم التالي غازان بمهاجمة ما ظن أنها مؤخرة الجيش الروسي في قرية شتاين. كان هذا فخ من كوتوزوف بهدف واحد هو إقناع مورتييه بأن كوتوزوف انسحب بجيشه إلى فيينا، في حين أنه قد عبر نهر الدانوب واختبأ بقواته خلف الحواف الجبلية أعلى القرية. اندلعت معركة دويرنشتاين، حيث أحاطت ثلاث كتائب روسية بالفرقة الأولى لجيش مورتييه (Corps Mortier) وهاجموا غازان من المقدمة ومن المؤخرة. لم يتمكن غازان من إجلاء جنوده لضفة الدانوب الأخرى إلا بعد وصول قوات ديبونت بعد حلول الظلام. خسر غازان قرب 40% من قواته، بالإضافة إلى وقوع 47 ضابط و895 جندي في الأسر، كما خسر 5 مدافع بالإضافة إلى نسور كتيبة المشاة الرابعة ونسر وعلم الفرقة الرابعة. خسر الروس أيضا قرب 4000 قرابة 16% من قواتهم. لقي المشير النمساوي شميت حتفه في نهاية المعركة غالبا برصاصة مسكيت روسية عن طريق الخطأ في جلبة المعركة.
وقعت معركة شونغرابن (والتي تعرف أيضا باسم معركة هولابرون) بعد أسبوع من معركة دويرنشتاين في 16 نوفمبر 1805 قرب هولابرون في النمسا العليا. كان الجيش الروسي تحت قيادة كوتوزوف ينسحب شمالا على طول الدانوب قبل جيش نابليون.
تمكن كل من اللواء مورات واللواء لانيس اللذان يقودان القوات الفرنسية من الاستيلاء على جسر على الدانوب قرب فيينا بادعاء الاتفاق على وقف إطلاق النار في 13 نوفمبر 1805، ثم الهجوم على الجسر في غفلة من الحرس. كان كوتوزوف في حاجة ماسة إلى المزيد من الوقت ليتمكن من الانضمام إلى التعزيزات قرب برنو التي يقودها بوكسهاودن، فأصدر أوامره إلى اللواء أمير بيوتر إيفانوفيتش بتأخير الفرنسيين.
تجمع الجيشان بعد هولابرون في السهول شرقي برنو. جمع نابليون 75000 رجل و157 مدفعا للمعركة المرتقبة، وإن كان هناك 7000 بقيادة دافوت بعيدين جنوبا في اتجاه فيينا. تكون جيش الحلفاء من زهاء 73000 جنديًا، 70% منهم روس، و318 مدفعا. تحصن الجيشان في الأول من ديسمبر واتخذ كل منهما مواقعه.

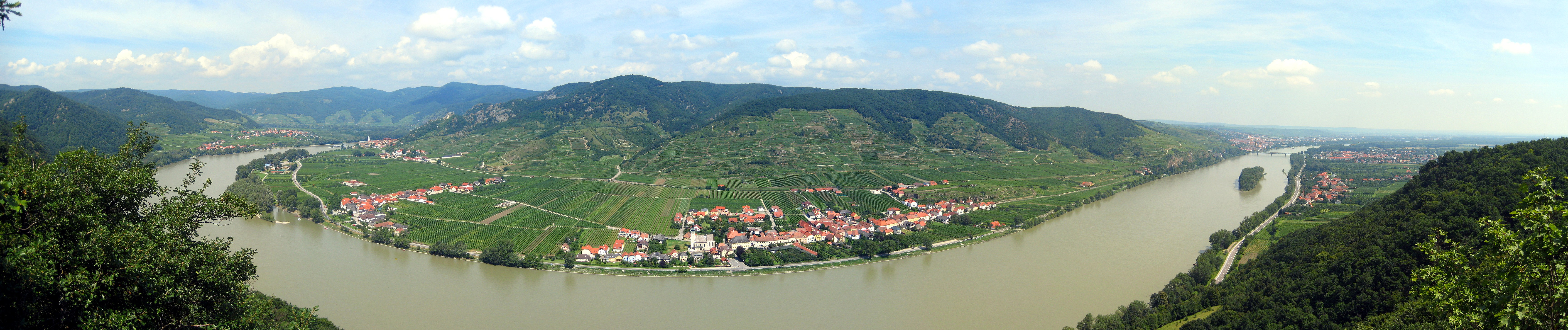
تقع دورنشتاين على نتوء في النهر عند جبال منحدرة حول النتوء. لم يكن للفرنسيين خط رؤية من طرف ميدان المعركة إلى الطرف الآخر.

### ميدان المعركة
كانالجزء الشمالي لميدان المعركة يطل على كل من تل سانتون بارتفاع قدره 210 مترًا، وتل زوران بارتفاع قدره 260 مترًا وكلاهما يطلان على طريق أولوموتس-برنو الذي يقطع ميدان المعركة من الغرب إلى الشرق. كانت قرية بيلووتز على الجانب الغربي للتلين وبينهما نبع بوسينيتز الذي يتجه جنوبا ليتصل بنبع غودباخ. وقعت مرتفعات براتزن في منتصف المديان وهي مرتفعات قليلة الانحدار بارتفاع 11-12 مترًا. كرر الإمبراطور النمساوي مرارًا لقادته قوله: «أيها السادة، افحصوا هذه الأرض بعناية لأنها ستكون ميدان معركة، وسيتحتم عليكم أن تلعبوا دورًا عليها».

### خطط الحلفاء واستعداداتهم
اجتمع مجلس للحلفاء في الأول من ديسمبر لمناقشة اقتراحات بخصوص المعركة المرتقبة. أشار معظم استراتيجيو الحلفاء بفكرتين أساسيتين: الاشتباك مع العدو وتأمين الجبهة الجنوبية التي تؤدي إلى فيينا. على الرغم من أن القيصر وحاشيته كانوا يدفعون إلى المعركة، إلا أن فرانسيس إمبراطور النمسا كان أكثر حذرًا وشاركه في ذلك كوتوزوف القائد الروسي الأهم. غير أن ضغط نبلاء روسيا وقادة النمسا كان أقوى من ذلك، فأقر الحلفاء خطة قائد الجيش النمساوي فايروتر. نصت الخطة على هجوم كبير على ميمنة الجيش الفرنسي التي لاحظ الحلفاء أنها خفيفة الحراسة، وهجمات مضللة على ميسرة الجيش الفرنسي. نظم الحلفاء قواتهم إلى أربعة أجزاء ستهاجم ميمنة الجيش الفرنسي. بقي الحرس الإمبراطوري الروسي في الاحتياط بينما كانت القوات الروسية بقيادة إيفانوفيتش تحمي ميمنة الحلفاء.

### خطط الفرنسيين واستعداداتهم
أظهر نابليون للحلفاء قبل المعركة بأيام أن جيشه منهك وأنه يود أن يتفاوض حول شروط السلام. في الحقيقة كان نابليون يريد أن يهاجمه الحلفاء ولتحقيق ذلك فقد أضعف ميمنة جيشه عمدًا. في الثامن والعشرين من نوفمبر تقابل نابليون مع قادته في مقر القيادة الإمبراطوري وأخبروه بمخاوفهم من المعركة القادمة واقترحوا الانسحاب، لكنه لم يعبأ بشكواهم وشرع في العمل. كانت خطة نابليون أن الحلفاء سيدفعون بعدد كبير من القوات لمحاصرة ميمنته ما سيجعل قلب جيشهم مكشوفا، فكانت خطته بهجوم مباغت كبير يقوم به 16000 من القوات تحت قيادة جان سول على قلب جيش الحلفاء فيشل عمله. في هذه الأثناء أمر نابليون دافوت أن يتحرك بجيشه من فيينا ليدعم بقواته ميمنة جيشه التي ستكون تحت الضغط. كان أمام جنود دافوت 48 ساعة ليزحفوا 110 كيلومترًا. كان وصولهم في الموعد محوريا في نجاح أو فشل الخطة الفرنسية. كانت قوات الحرس الإمبراطوري وقوات بيرنادوت في الاحتياط بينما كانت قوات لانيس تحرس الجهة الشمالية لميدان المعركة.

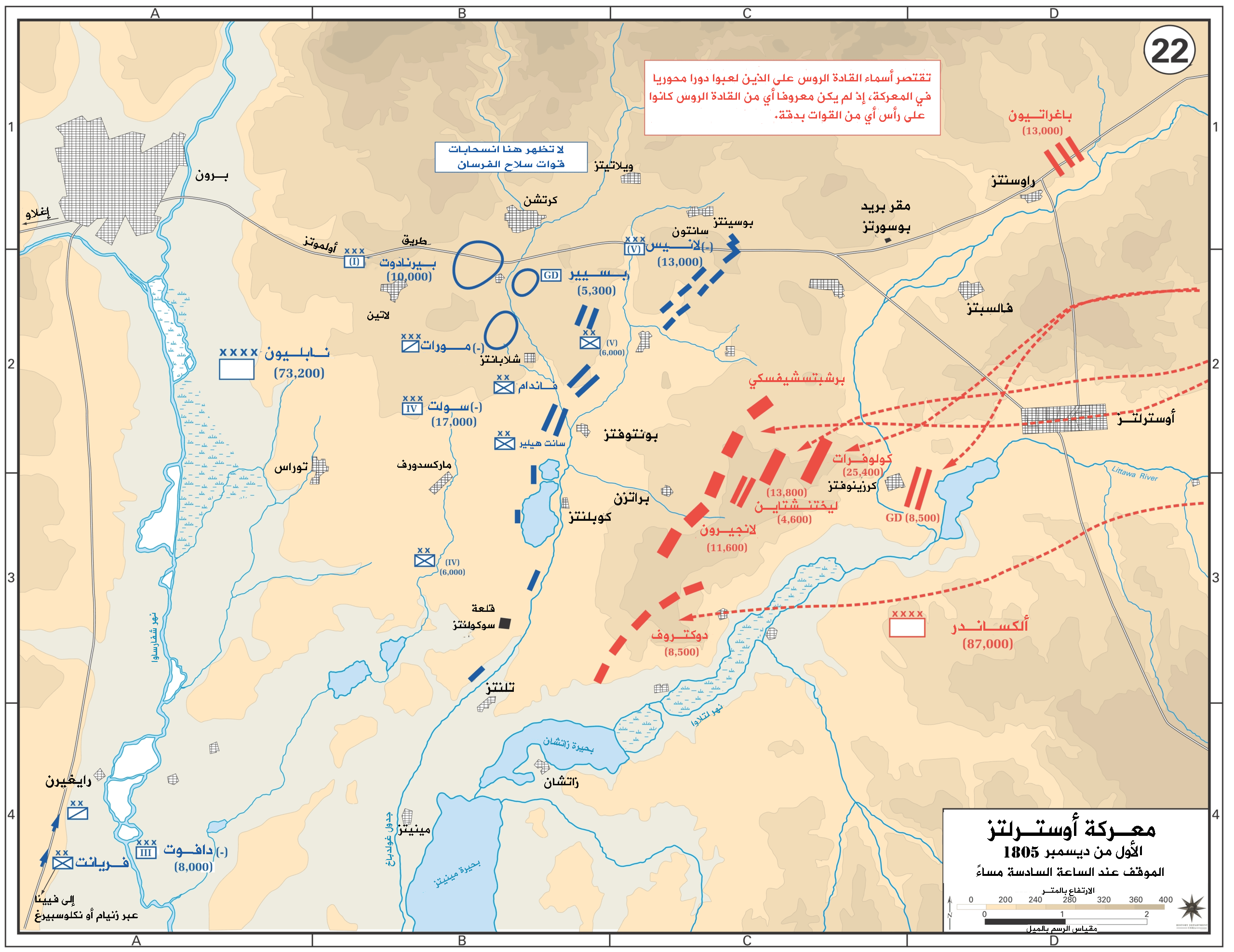
الحلفاء (باللون الأحمر) والفرنسيون (باللون الأزرق) عند الساعة السادسة مساء الأول من ديسمبر 1805.

### بدء المعركة
بدأت المعركة قرابة الساعة الثامنة صباحًا بمهاجمة الحلفاء قرية تلنتز التي كانت الفرقة الثالثة الفرنسية مسؤولة عن الدفاع عنها. شهد هذا الجزء من ميدان المعركة قتالا ضاريا في اللحظات التالية إذ أدت هجمات الحلفاء الشديدة إلى إجبار الفرنسيين على مغادرة القرية وعبورهم إلى الجانب الآخر من غولدباخ. في هذا الوقت وصل رجال دافوت ودفعوا الحلفاء خارج تلنتز قبل أن يتعرضوا لهجوم من الهوسار ويتركوا القرية. أوقفت المدفعية الفرنسية المزيد من هجمات الحلفاء على القرية.
بدأت قوات الحلفاء تنهمر على ميمنة الجيش الفرنسي، ولكن ليس بالسرعة المرجوة، فتمكن الفرنسيون من إيقاف الهجمات. كانت قوات الحلفاء في الحقيقة مشتتة وسيئة التوقيت، إذ كان على قوات فرسان ليختنشتاين في ميسرة الحلفاء التحرك إلى الميمنة فاصطدموا بقوات الفرقة الثانية مشاة من جيش الحلفاء التي كانت تتقدم نحو ميمنة الجيش الفرنسي. اعتقد مخططو الهجوم في البداية انها كارثة ولكنها أفادت الحلفاء في النهاية. كانت عناصر الطليعة من الفرقة الثانية في هذه الأثناء تهاجم قرية سوكولنتز التي كانت تحت حماية الكتيبة 26 والمناوشين الفرنسيين. لم تنجح هجمات الحلفاء الأولى فأمر اللواء لانغيرون بقصف القرية وهو ما أجبر الفرنسيين على الخروج منها، في نفس وقت هجوم الفرقة الثالثة على قلعة سوكولنتز. غير أن الفرنسيين قاموا بهجمة مضادة استعادوا بها القرية، ليفقدوها بعد فترة وجيزة. انتهى الصراع في هذه المنطقة مؤقتا عندما استولت قوات فريانت على القرية. كانت سوكولنتز المنطقة التي شهدت أشد قتال ربما في كل ميدان المعركة، وتغير المتحكمون بها مرات عدة طوال اليوم.

### «هجوم مباغت عنيف ينهي الحرب»
شعر نابليون أن قلب جيش العدو قد أصبح ضعيفًا كفاية قرب الساعة 8:45 صباحًا فسأل سولت كم سيستغرق جنوده ليصلوا إلى مرتفعات براتزن ليجيب عليه سولت: «أقل من عشرين دقيقة سيدي». بعد 15 دقيقة، أمر نابليون ببدء الهجوم قائلا «هجوم مباغت عنيف ينهي الحرب».
ساعد ضباب كثيف على إخفاء تحركات فرقة سانت هيلير، ولكن عند صعودهم المنحدر أدت شمس أوسترلتز الأسطورية إلى انقشاع الضباب فشجعتهم على المضي قدمًا. هلع الجنود والضباط الروس عند رؤيتهم عددًا ضخما من الفرنسيين متجهين نحوهم. اضطر قادة الحلفاء إلى إضافة جنود الاحتياط إلى هذا القتال. بعد ساعة واحدة من القتال المروع قاربت هذه الوحدة من الفناء. شارك الرجال الآخرون من الفرقة الثانية، معظمهم نمساويون غير مدربين، في القتال ليرفعوا أعداد المقاتلين ضد إحدى أفضل الفرق تدريبا في الجيش الفرنسي ما أجبرهم على التراجع من المنحدر. إلا أن رجال سانت هيلير أعادوا الهجوم عليهم بضراوة ودفعوهم من على المرتفعات. شمالا هاجمت قوات اللواء فاندام منطقة تسمى ستاريه فينوهاردي وحطموا كتائب الحلفاء على الرغم من بعض المناوشات.
تحولت المعركة إلى صالح فرنسا، ولكن لا يزال هناك الكثير من أعمال القتال. أمر نابليون أن تقدم قوات بيرنادوت العون لفاندام على الميسرة، وحرك قواته الخاصة من تل زوران إلى كاتدرائية القديس أنتوني على مرتفعات براتزن. تأكدت صعوبة موقف الحلفاء بقرار إرسال الحرس الإمبراطوري الروسي بقيادة قسطنطين بافلوفيتش أخ القيصر الروسي ألكساندر ليهجم على قوات فاندام. استشعر نابليون الخطر فأمر حرسه الخاص من قوات سلاح الفرسان الثقيل بالهجوم. أسفر الهجوم عن سحق الروس  ولكن مع الإضافة المستمرة للفرسان لم يظهر منتصر نهائي. كان للروس ميزة العدد الأكبر ولكن ذلك تغير عندما هجمت فرقة دوريه من قوات بيرنادوت. قامت كذلك قوات المدفعية من الفرسان بالهجوم مخلفة قتلى بأعداد ضخمة من الفرسان الروس. سُحق الروس ومات الكثيرون منهم عند طلب الفرنسيون لرقابهم وهم يهربون لمسافة ربع ميل.

### نهاية المعركة
كان الجزء الشمالي من ميدان المعركة يشهد قتالًا مريرًا. بدأت قوات فرسان أمير ليختنشتاين الثقيلة بمهاجمة فرسان كيلرمان الخفيفة بعد وصولها في الوقت المناسب لميدان المعركة. بدأ القتال في صالح الفرنسيين، ولكن توافد أعداد الروس أجبرت الفرسان الفرنسيين على الاحتماء خلف قوات المشاة بعدما أصبحت أعداد الروس أكبر بكثير. أوقف رجال كافاريلي هجمات الروس وسمحوا لمورات بإرسال كتيبتين للمعمعة للقضاء على الفرسان الروس تماما. كان القتال مريرًا وصعبا لكن الغلبة كانت للفرنسيين في النهاية. هجم لانيس برجاله على رجال باجراتيون وبعد قتال مرير تمكن من دفع اللواء الروسي المتمرس خارج ميدان المعركة. أراد لانيس اللحاق بالروس الهاربين ولكن مورات، الذي أصبح متحكما في هذا الجزء من ميدان المعركة، عارض الفكرة.
تملك الهلع من قوات الحلفاء وهربوا من الميدان في كل الاتجاهات، وانسحب الروس المهزومون تجاه فيينا عبر بحيرات زاتشان المتجمدة. تقول أسطورة شائعة أن الفرنسيين أطلقوا مدافعهم على الروس لكن نابليون أمر بتوجيه المدافع على الجليد ما أدى لغرق الروس في البحيرات الباردة ومعهم عشران المدافع. تتراوح أعداد المدافع التي استحوذ عليها الفرنسيون بين 38 ومائة، كما تختلف المصادر حول الضحايا بين 200 إلى 2000 قتيل. ولأن نابليون بالغ في وصف الحادثة فإن الرقم الأصغر هو الأرجح. يعتقد البعض أن هذه الحادثة هي أكثر أعمال نابليون وحشية. غير أن عدد قليل من الجثث ظهرت في ربيع 1806 لذا فإن القصة في غالب الأمر أسطورة.

## الحملات الإيطالية

### جبهة البندقية أو الحملة الإيطالية لعام 1805

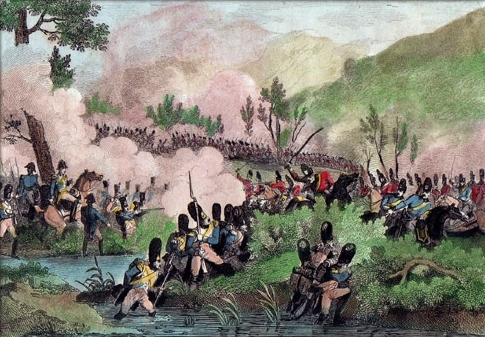
معركة كالديرو، 1805.

اندلع القتال في الوقت ذاته في إيطاليا بين جيش إيطاليا النمساوي بقيادة الأرشيدوق كارل دوق تيشن وجيش إيطاليا الفرنسي تحت قيادة أندريه ماسينا. تمكن الفرنسيون من تحقيق نقطة عبور على نهر أديجي في فيرونا في الثامن عشر من أكتوبر، وبين 29 و31 أكتوبر تمكن الفرنسيون ذوي الأعداد الأقل من تحقيق الانتصار على الجيش النمساوي في معركة كالديرو. انسحب النمساويون في نوفمبر واشتبكوا مع مقدمة جيش إسبانيا الفرنسي في عدة أماكن. ضرب الفرنسيون والإيطاليون الحصار البحري على البندقية تحت قيادة لوران دي جوفيون سان سير. عبرت قوات كارل نهر سوكا أخيرًا في الرابع عشر من نوفمبر لتمنع عبور الفرنسيين له.
مُني جيش نمساوي قوامه 4400 رجل بهزيمة ساحقة بعد تباطؤه وأسرهم جان راينير ولوران سان سير في معركة كاسلفرانكو فينيتو في الرابع عشر من نوفمبر 1805.

### الاحتلال الأنجلو روسي لنابولي
قامت القوات الفرنسية بقيادة لوران دي جوفيون سان سير بالمناورة على حدود مملكة نابولي. كان الجيش الأنجلو روسي المكلف بالدفاع عن المملكة يراقب الفرنسيين عن كثب، بعد معركة أوسترليتز انسحب الروس من إيطاليا وكان البريطانيين غير مستعدين للدفاع عن نابولي لوحدهم فتخلوا عن البر الرئيسي تمامًا وعادوا إلى صقلية. في تلك الأثناء أُعيد تنظيم القوة الفرنسية المتمركزة في بولونيا وأُلحقت بجيش نابولي ووُضعت تحت القيادة الاسمية لجوزيف بونابرت شقيق نابليون. ومع ذلك كان القائد الفعلي لهذه القوات هو أندريه ماسينا الذي قاد الفيلق الأول وكلفه جوزيف بقيادة المعركة.

### الغزو الفرنسي لنابولي
بدأ ماسينا غزو مملكة نابولي في التاسع من فبراير 1806، وبعد يومين فقط هرب ملك نابولي من آل بوربون، وفرديناندو الأول إلى صقلية تحت حماية الأسطول البريطاني. سقطت نابولي سريعا في أيدي الفرنسيين ومع نهاية فبراير لم يتبق سوى مكانان صامدان في المملكة: مدينة غيطة المحصنة بشمال نابولي وقلورية في أقصى جنوب إيطاليا حيث كان الأسطول الملكي لنابولي.
أمل فرديناندو في تكرار أحداث عام 1799، عندما أدت ثورة في كالابريا إلى إسقاط الجمهورية البارثينوبية التي كانت دولة عميلة لفرنسا بعد هزيمة نابولي لأول مرة في حرب التحالف الثاني. غير أنه لم تحدث أي ثورة حتى الثالث من مارس، عندها قام جان رينير بقوة قدرها عشرة آلاف جندي بغزو كالابريا. قاوم قليل من سكان كالابريا الغزو الفرنسي ومُنيوا بالهزيمة في معركة كامبو تينيسي في العاشر من مارس 1806. لم يعد لفرديناندو سوى التنازل عن العرش للفرنسيين. عُين جوزيف ملكا على عرش مملكة نابولي يعد كامبو تينيسي بيوم واحد. هربت البقية من جيش نابولي إلى صقلية، لتصبح إيطاليا كاملة في يد الفرنسيين ما عدا حصن غيطة الذي كان محاصرًا منذ 26 فبراير. استسلمت غيطة في الثامن عشر من يوليو، لينتهي الغزو بنصر فرنسي حاسم.

### ثورة كالابريا
لم تكن الأمور  كلها على ما يرام للفرنسيين. اضطرت قوات رينير إلى الإعاشة على الأرض بسبب مشكلات في الإمداد. دعم الفلاحون في المنطقة جيش نابولي لأكثر من شهر وكانوا قريبين من الموت جوعًا. لم يكن جوزيف على دراية بالمشكلات ومخاطر الثورة المحدقة، فلم يُرسل أي إمدادات إضافية إلى جنوب إيطاليا. أخذ رينيه زمام المبادرة واستولى على إمدادات السكان المحليين، ما أدى إلى ثورة في نهاية مارس، والتي بدأت بأعداد قليلة من الفلاحين لتنتشر في القرى إلى ثورة ضد الفرنسيين. مع صمود غيطة حتى هذه اللحظة، لم يمكن بمقدور رينير إرسال تعزيزات إلى كالابريا، ما أجبره على تعزيز قواته بقوات محلية من المدن الكبرى.
لم يتمكن ماسينا حتى يوليو من الاستيلاء على غيطة بسبب تدبير لوجستي سيئ للمدفعية الفرنسية، وبسبب إمداد البريطانيين لها بحرًا، وبسبب غارات نابوليتانية ناجحة ضد الفرنسيين. مع معاناة قوات رينير الصغيرة في كالابريا لإخماد الثورة، نظم البريطانيون قوة تحت قيادة السير جون ستيوارت لمنع أي غزو محتمل لصقلية، وربما للحث على ثورة عامة في ربوع إيطاليا ضد الفرنسيين. وعلى الرغم من تحقيق البريطانيين لنجاحات مبدئية، إلا أنهم فشلوا في تدعيم حملة ستيوارت أو في تخفيف الحصار عن غيطة. مع تمكن الفرنسيين من قصف الجدران بالقوة الكاملة، استسلم النابوليتانيون أخيرًا في الثامن عشر من يوليو.
اتجه ماسينا، بعد إنهاء الحصار، بقواته جنوبًا لدعم قوات رينير ضد البريطانيين وضد الثوار في كالابريا. انسحب البريطانيون إلى صقلية بعد أن زادت أعداد الفرنسيين في إيطاليا. غير أن الثورة لم تُخمَد حتى العام 1807، في الوقت الذي كان ماسينا قد طلب خروجه من الخدمة. عانى الفرنسيون لأول مرة منذ بدء الحروب النابوليونية من حرب عصابات شرسة من السكان المحليين الثائرين. أدرك الفرنسيون أن الطريقة الوحيدة للتعامل مع الثوار هو اتباع تكتيكات مروعة من رينير. عانى الفرنسيون من المشكلات ذاتها في إسبانيا في أثناء حرب الاستقلال الإسبانية.

## النتائج

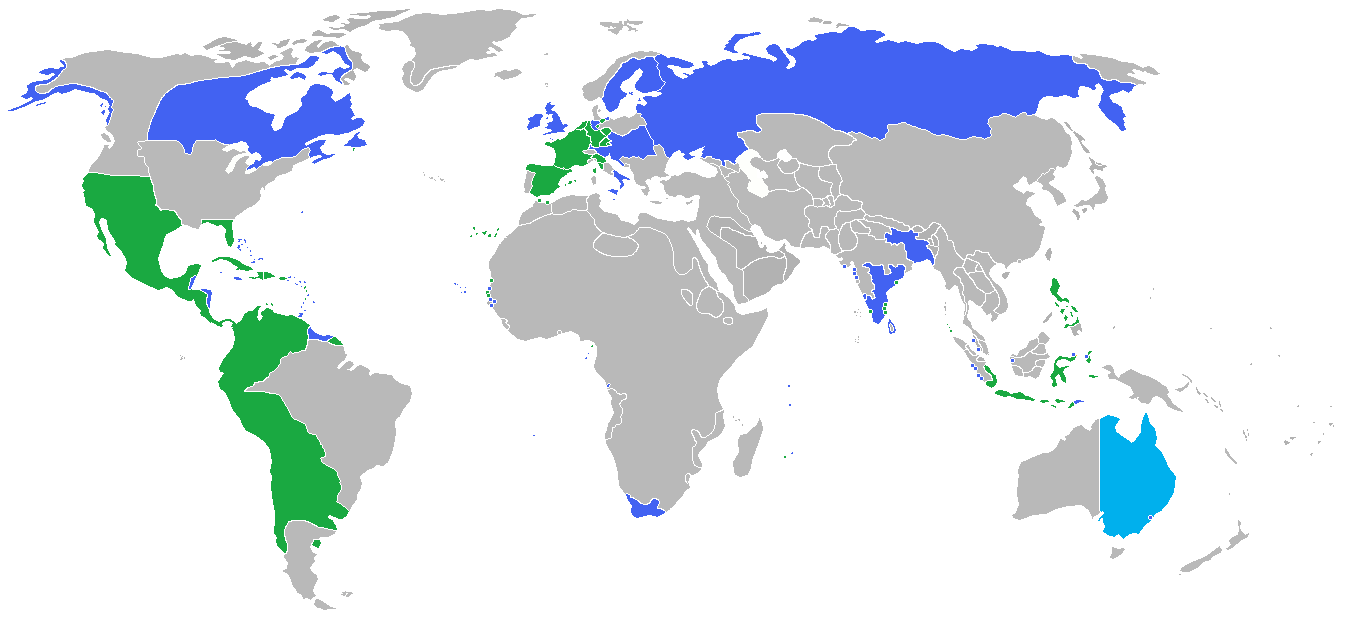
المشاركون في حرب التحالف الثالث

غيرت أوسترلتز والحملات السابقة لها من المشهد السياسي في أوروبا، إذ تمكن الفرنسيون في ثلاثة أشهر من احتلال فيينا وتدمير جيشين وإذلال الإمبراطورية النمساوية. تتعارض هذه الأحداث تعارضا بيّنا مع هيكل القوى في القرن الثامن عشر، إذ لم تتعرض أي عاصمة أوروبية كبرى للاحتلال من جيش معادٍ. مهدت أوسترلتز الطريق أمام عقد من الهيمنة الفرنسية على القارة الأوروبية، ولكن أحد نتائجها الفورية كانت تحريض بروسيا على دخول الحرب في 1806.
وقعت فرنسا والنمسا المعاهدة في 4 ديسمبر، وأخرج صلح برسبورغ (بعد ذلك باثنين وعشرين يوما) النمسا رسميا من الحرب. وافقت النمسا على الاعتراف بالأراضي التي ضمتها فرنسا طبقا لمعاهدة كامبو فورميو (1797) ولونفيل (1801)، كما وافقت على التنازل عن أرض لبافاريا وفورتمبيرغ وبادن، الذين كانوا حلفاء ألمان لنابليون، وعلى دفع 40 مليون فرانك كتعويضات حرب. تحصلت مملكة إيطاليا أيضا على فنيتة. كانت نهاية مروعة للنمسا، ولكنه لم يكن صلحا كارثيا بالتأكيد. سُمح للجيش الروسي بالانسحاب، وعسكر الجنود الفرنسيون في جنوب ألمانيا.
أسس نابليون في 1806 اتحاد الراين، وهو سلسلة من الدول الألمانية التابعة لفرنسا والتي تعهدت بتكوين جيش قوامه 63 ألفا. مع كون نابليون "حاميا" لهم، أجبرت هذه الدول على الخروج من الإمبراطورية الرومانية المقدسة، والتي تفككت بعدها بقليل. رأت بروسيا هذه التحركات بمثابة تهديد لها كقوة رئيسية في وسط أوروبا فأعلنت الحرب على فرنسا في 1806.
ظل الوضع السياسي في إيطاليا على حاله حتى عام 1815 حيث كانت القوات البريطانية والصقلية تحمي فرديناندو ملك نابولي في صقلية في حين سيطر ملك نابولي على البر الرئيس. بعد أن أصبح جوزيف بونابرت ملكًا لإسبانيا عام 1808 ، أصبح  يواكيم مورات ملكًا على نابولي. حاول يواكيم عدة محاولات لعبور مضيق صقلية باءت جميعا بالفشل، رغم تمكنه في إحدى هذه المحاولات من اكتساب موطئ قدم له في صقلية.

### المصابون والخسائر
خسر الفرنسيون 12000 قتيل و22000 جريح و5000 أسير في 1805، منهم 5300 قتيل و22000 جريح في الحملة النمساوية ضد الهاسبورغ والروس، و2100 قتيل و5300 جريح في الحملة الإيطالية، و4300 قتيل و3700 جريح في الحرب البحرية، و200 قتيل و400 جريح في المستعمرات و100 قتيل و400 جريح في مهام الدفاع عن الحدود البحرية. كلفت حملة نابولي الفرنسيين 1500 قتيل و5000 جريح. خسر الإسبان 1200 قتيل و1600 جريح في الحرب البحرية، كما خسرت بافاريا 300 قتيل و1200 جريح في الحملة النمساوية، وخسرت مملكة إيطاليا 100 قتيل و400 جريح في الحملة الإيطالية و250 قتيل و1500 جريح في حملة نابولي.
خسرت النمسا 20000 قتيل وجريح و70000 أسير، بينما خسر الروس 25000 قتيل وجريح و25000 أسير، في عام 1806 أباد الجيش الفرنسي جيش نابولي البالغ قوامه 22000 جندي عن بكرة أبيه، وأُجلي 2000 جندي فقط إلى صقلية.

## هوامش
1. ↑  قال إما أنتوان بولاي دو لا مورتي (قاموس أوكسفورد للاقتباسات) وهو ضابط من مورتي، أو جوزيف فوشي (طبقا لجون باتلت في اقتباسات شهيرة، الإصدار العاشر (1919)) عن الإعدام (بالفرنسية: C'est pire qu'un crime, c'est une faute)‏ والتي تعني "ليست مجرد جريمة، وإنما خطأ لا يغتفر". يُنسب الاقتباس أحيانا إلى الدبلوماسي الفرنسي شارل موريس.
2. ↑  (بالفرنسية: La Grande Armée)‏
3. ↑  (بالألمانية: Hoftkriegsrat)
4. ↑  (بالإنجليزية: Royal Sovereign)‏
5. ↑  (بالإنجليزية: Prince of Wales)‏

### فهرس الويب
1. ↑  "Napoleonic Wars". West point history (بالإنجليزية). Archived from the original on 2014-07-28. Retrieved 2017-07-01.

### فهرس المنشورات
بالفرنسية
1. ↑  Massena (1848), vol. V, p. 194–251.

بالألمانية
1. ↑  Egger (1986), s. 26.
2. ↑  Egger (1986), s. 29.

بالإنكليزية
1. ↑  Rosenberg (2017), p. 168.
2. ↑  Pagedas (2005), p. 120-122.
3. ↑  Schroederh (1996), p. 86،210.
4. ↑  Chandler (1966), p. 304.
5. ↑  Chandler (1966), p. 320.
6. ↑  Fleming (2003), p. 129.
7. ↑  Chandler (1966), p. 328.
8. ↑  Chandler (1966), p. 323.
9. ↑  Chandler (1966), p. 332.
10. ↑  Chandler (1966), p. 333.
11. ↑  Fremont-Barnes (2004), p. 33.
12. ↑  Fremont-Barnes (2004), p. 31.
13. ↑  Fremont-Barnes (2004), p. 32.
14. ↑  Chandler (1966), p. 383.
15. ↑  Müller (1810), p. 44.
16. ↑  Robert (2005), p. 129.
17. ↑  Fremont-Barnes (2004), p. 36.
18. ↑  Chandler (1966), p. 382.
19. ↑  Chandler (1966), p. 384.
20. 1 2  Chandler (1966), p. 385.
21. ↑  Kagan (2006), p. 389.
22. ↑  Kagan (2006), p. 393.
23. ↑  Kagan (2006), p. 395.
24. ↑  Kagan (2006), p. 397.
25. ↑  Kagan (2006), p. 400.
26. ↑  Kagan (2006), p. 402.
27. ↑  Kagan (2006), p. 404.
28. ↑  Kagan (2006), p. 408.
29. ↑  Kagan (2006), p. 409.
30. ↑  Kagan (2006), p. 412.
31. ↑  Kagan (2006), p. 414.
32. ↑  Kagan (2006), p. 415.
33. 1 2  Kagan (2006), p. 417.
34. ↑  Kagan (2006), p. 420.
35. ↑  Kagan (2006), p. 421.
36. ↑  Fremont-Barnes (2004), p. 39-40.
37. ↑  Fremont-Barnes (2004), p. 40.
38. ↑  Fremont-Barnes (2004), p. 41.
39. 1 2  Chandler (1966), p. 399.
40. 1 2 3 4  Chandler (1966), p. 400.
41. ↑  Adkins (2004), p. 190.
42. ↑  Stilwell (2005), p. 107.
43. ↑  Lavery (2009), p. 171.
44. ↑  Best (2005), p. 97.
45. ↑  White (2005), p. 289.
46. ↑  Best (2005), p. 121.
47. ↑  Hannah (2021), p. 186.
48. ↑  Best (2005), p. 141.
49. ↑  Best (2005), p. 157.
50. ↑  Stilwell (2005), p. 32.
51. ↑  Lee (2005), p. 283.
52. ↑  Lee (2005), p. 278.
53. 1 2  Hannay (1911), p. 154.
54. 1 2  Hannay (1911), p. 153.
55. ↑  Fremont-Barnes2004, p. 66.
56. ↑  Schom (1990), p. 66.
57. ↑  White (2005), p. 223.
58. ↑  White (2005), p. 266.
59. ↑  Best (2005), p. 182.
60. ↑  White (2005), p. 238.
61. ↑  Adkins (2004), p. 529.
62. ↑  Hannay (1911), p. 158.
63. 1 2  Hannay (1911), p. 159.
64. ↑  Lee (2005), p. 154.
65. ↑  Adkins (2004), p. 530.
66. ↑  Fremont-Barnes (2004), p. 81.
.
67. ↑  Uffindell (2003), p. 19.
68. ↑  Chandler (1966), p. 412-413.
69. ↑  Chandler (1966), p. 416.
70. ↑  Chandler (1966), p. 342.
71. ↑  Brooks (2000), p. 109.
72. 1 2  Fremont-Barnes (2004), p. 48.
73. ↑  Fremont-Barnes (2004), p. 48-49.
74. ↑  Fremont-Barnes (2004), p. 49.
75. ↑  Uffindell (2003), p. 21.
76. ↑  Chandler (1966), p. 425.
77. ↑  Fremont-Barnes (2004), p. 49-50.
78. ↑  Fremont-Barnes (2004), p. 51.
79. ↑  Fremont-Barnes (2004), p. 52.
80. ↑  Chandler (1966), p. 432.
81. ↑  Spring (2002).
82. ↑  Schneid (2002), p. 154.
83. ↑  Finley (1976), p. 84–87.
84. ↑  Eric (2008), p. 212.
85. ↑  Bodart (1916), p. 43,128.

### معلومات المراجع
الدوريات المُحكَّمة (مرتبة حسب تاريخ النشر)
- Milton Finley (1976). "Prelude to Spain: The Calabrian Insurrection, 1806-1807". Military affairs : journal of the American Military Institute (بالإنجليزية). 40 (2): 84–87. DOI:10.2307/1987151. ISSN:0026-3931. JSTOR:1987151. OCLC:7547486146. QID:Q120082699.
- Constantine A. Pagedas (2005). "Counterpoint to Trafalgar: The Anglo-Russian Invasion of Naples, 1805-1806". Mediterranean Quarterly (بالإنجليزية). Duke University Press. 16 (1): 120–122. ISSN:1047-4552. OCLC:361205565. QID:Q120083014.

الكتب (مرتبة حسب تاريخ النشر)
- David Hannay (1911). Battle of Trafalgar (بالإنجليزية). Cambridge University Press. ISBN:0-689-12055-9.
- Wilhelm Müller (1810), Relation of the operations and battles of the Austrian and French armies, in the year 1809: with three plans (بالإنجليزية), London, OCLC:6778112, QID:Q120081333
- André Masséna (1848), Jean-Baptiste Koch (ed.), Mémoires de Massena rádigés d'après les documents qu'il a laissés et sur coux du dépôt de la guerre et du dépôt des fortifications par le général Koch (بالفرنسية), Paris: Paulinet Lechevalier, OCLC:5796604, QID:Q120001764
- Gaston Bodart (1916), Harald Ludvig Westergaard (ed.), Losses of life in modern wars: Austria-Hungary ; France (بالإنجليزية), Oxford: Oxford University Press, OCLC:458589343, QID:Q119862063
- The campaigns of Napoleon: The Mind and Method of History's Greatest Soldier (بالإنجليزية). New York City: Charles Scribner's Sons. 1966. ISBN:978-0-02523-660-8. OCLC:740560411. OL:21570470M. QID:Q119952209.
- Rainer Egger (1986). Das Gefecht bei Dürnstein-Loiben 1805 (بالألمانية) (3rd ed.). Wien: دار النشر الاتحادية النمساوية. ISBN:978-3-21501-651-6. OCLC:500057034. QID:Q119952360.
- Alan Schom (1990). Trafalgar: Countdown to Battle, 1803-1805 (بالإنجليزية). New York City: Oxford University Press. ISBN:978-0-19507-518-2. OCLC:760647098. OL:1564895M. QID:Q119957940.
- Paul W. Schroeder (1996). The Transformation of European Politics 1763-1848 (بالإنجليزية). Oxford: Clarendon Press. ISBN:978-0-19822-119-7. OCLC:434327082. OL:1416855M. QID:Q119993610.
- Richard Brooks (2000). Ian Drury (ed.). Atlas of World Military History (بالإنجليزية). New York City: Barnes & Noble. ISBN:978-0-76072-025-7. OCLC:1114474772. OL:8012891M. QID:Q119952504.
- Frederick C. Schneid (2002). Napoleon's Italian Campaigns: 1805-1815 (بالإنجليزية). Connecticut: Praeger Publishers. ISBN:978-0-27596-875-5. OCLC:47443830. OL:3948101M. QID:Q119952294.
- Laurence Spring (2002). Russian Grenadiers and Infantry 1799–1815 (بالإنجليزية). Oxford: Osprey Publishing. ISBN:978-1-84176-380-4. OCLC:48978920. OL:8922342M. QID:Q120072209.
- Andrew Uffindell (2003). Great Generals of the Napoleonic Wars: and Their Battles: 1805-1815 (بالإنجليزية). Staplehurst: Spellmount. ISBN:978-1-86227-177-7. OCLC:51068403. OL:3754325M. QID:Q119958202.
- Thomas Fleming (2003). The Louisiana Purchase (بالإنجليزية). New Jersey: Wiley. ISBN:978-0-471-26738-6. OCLC:51293991. OL:3578291M. QID:Q119959058.
- Roy Adkins (2005). Trafalgar: The Biography of a Battle (بالإنجليزية). London: Abacus. ISBN:978-0-34911-632-7. OCLC:852003248. OL:10686977M. QID:Q119959617.
- Gregory Fremont-Barnes; Todd Fisher (2004). The Napoleonic Wars: the rise and fall of an empire (بالإنجليزية). Oxford: Osprey Publishing. ISBN:978-1-84176-831-1. OCLC:1285746684. OL:8922738M. QID:Q119941006.
- Nicholas Best (2005). Trafalgar (بالإنجليزية). London: Weidenfeld & Nicolson. ISBN:978-0-7538-2095-7. OCLC:64555363. OL:7988614M. QID:Q119959444.
- Robert Goetz (2005). 1805 Austerlitz: Napoleon and the Destruction of the Third Coalition (بالإنجليزية). London, Mechanicsburg: Greenhill Books, Stackpole Books. ISBN:978-1-85367-644-4. OCLC:60371599. OL:3469866M. QID:Q120070688.
- Alexander Stilwell (2005). The Trafalgar Companion (بالإنجليزية). Oxford: Osprey Publishing. ISBN:978-1-84513-018-3. OCLC:60320690. OL:22628685M. QID:Q119952081.
- Christopher S. Lee (2006). Nelson and Napoleon: The Long Haul to Trafalgar (بالإنجليزية). London: Headline Publishing Group. ISBN:978-0-75531-042-5. OCLC:65468735. OL:7992999M. QID:Q119992967.
- Colin White (2005). Nelson: The Admiral (بالإنجليزية). Stroud: Sutton Publishing. ISBN:978-0-7509-3713-9. OCLC:475409818. OL:15569253M. QID:Q119993376.
- Frederick Kagan (2006). The End of the Old Order: Napoleon and Europe, 1801-1805 (بالإنجليزية). Cambridge: Da Capo Press. ISBN:978-0-306-81545-4. OCLC:315951600. OL:9344451M. QID:Q119959335.
- Eric Dorn Brose (2008). German History 1789-1871: From the Holy Roman Empire to the Bismarckian Reich (بالإنجليزية). Providence: Berghahn Books. ISBN:978-1-57181-056-4. OCLC:472222664. OL:666099M. QID:Q120072816.
- Brian Lavery (2009). Masters of the Sea: How the Navy Made Britain (بالإنجليزية). London: Conway Publishing. ISBN:978-1-84486-109-5. OCLC:980594822. OL:32096410M. QID:Q119992760.
- Chaim Rosenberg (2017). Losing America, Conquering India: Lord Cornwallis and the Remaking of the British Empire (بالإنجليزية). Jefferson: McFarland & Company. ISBN:978-1-4766-6812-3. OCLC:963357920. OL:28628374M. QID:Q119959502.
- Peter Hannah (2021). A Treasure To The Service (بالإنجليزية). Green Hill Publishing. ISBN:978-1-922629-73-9. OCLC:1286142765. OL:39811024M. QID:Q119959343.